# Siracusa e i giochi panellenici
La polis di Siracusa partecipò a numerosi giochi panellenici. La sua prima vittoria risale al 648 a.C. mentre la sua ultima vittoria risale al 148 a.C. La partecipazione ai sacri agoni dell'Ellade ha quindi accompagnato Siracusa durante tutta la sua storia greca. Con le sue 29 vittorie panelleniche e 9 campioni, in 7 diverse discipline, la polis siceliota è al 2º posto per numero di trionfi nell'Occidente greco, ed è la polis occidentale dalla storia agonistica più longeva.
Le sue 15 vittorie ai giochi olimpici antichi la piazzano al 6º posto in un confronto che comprenda tutto l'Ellade (dalla costa della greca Massalia (odierna Marsiglia) alla costa africana della Cirenaica, fino ai confini orientali del mare Egeo e dell'Asia Minore), dalla nascita storica delle Olimpiadi, nel 776 a.C., fino alla conquista romana della Grecia, avvenuta nel 146 a.C. Se invece si considerano anche i secoli olimpici sotto il potere romano, che videro la fine dell'esistenza delle Olimpiadi nel 393 d.C., Siracusa scende all'11º posto; rimanendo comunque tra le prime 20 poleis che diedero ai sacri agoni di Zeus molteplici campioni.
La città, con i suoi atleti e i suoi tiranni, è stata protagonista di alcune delle pagine più discusse e famose, sia in positivo che in negativo, della storia agonistica antica.

## Contesto storico

### Gli antichi giochi panellenici
Gli antichi giochi panellenici erano sacri; si tenevano in onore delle divinità, ed erano molto sentiti nell'antico Mediterraneo. Nella Grecia continentale, così come nelle colonie, vi erano numerosi giochi (quasi ogni polis aveva i propri) però i più importanti e partecipati erano solamente quattro: giochi olimpici, nemei, pitici e istmici.
Ciascuno di essi aveva delle peculiarità: ad esempio i giochi di Nemea erano famosi per la loro durezza e difficoltà; quelli pitici erano famosi per la loro arte (poesia, poemi decantati in onore del culto apollineo); quelli istmici erano noti per la loro scenografia che attirava a Corinto una folla immensa. Ma era Olimpia che deteneva saldamente il primato dei giochi più importanti di tutto l'Ellade.
L'Olimpiade divenne il modo dei Greci di scandire il tempo. Un ciclo olimpico era formato da 4 anni. Gli agoni di Olimpia erano così importanti che persino le guerre si dovevano fermare nel periodo della manifestazione sportiva. Si pensi a tal riguardo che uno dei motivi di rimprovero da parte dei Greci verso Dionisio I di Siracusa fu che il tiranno non rispettò la cosiddetta tregua olimpica (ekecheirìa; letteralmente: le mani ferme), continuando ad assediare militarmente la città di Reghion anche durante le Olimpiadi del 388 a.C. (98ª edizione). Viceversa, gli Elei apprezzarono molto che la Sicilia, allora maggiormente rappresentata dal generale siracusano Ermocrate, che fermò tutte le sue guerre tramite il congresso di Gela proprio allo scoccare dell'89ª edizione olimpica. La città di Sparta fu persino multata dagli Elei per avere attaccato la città egea di Lepreo durante la tregua olimpica della 90ª Olimpiade.

#### Le regole dei giochi
Potevano partecipare agli agoni solo gli uomini di lingua e cultura greca. Nella maggior parte degli agoni si gareggiava nudi. A Olimpia le donne non potevano gareggiare (nel corso dei secoli fu concessa loro la partecipazione alle gare ippiche come proprietarie di cavalli), e alle donne sposate era vietato anche assistere ai giochi. Gli schiavi delle poleis non potevano partecipare, però, così come i barbari, potevano assistere.
Il vincitore riceveva una corona vegetale, ed essa era considerata il premio più ambito, poiché simbolo eterno di gloria. Si combatteva strenuamente per questa corona; nei giochi antichi l'importante non era partecipare, ma vincere - durante l'occupazione romana gli atleti prima di scendere in campo, pregando Zeus/Giove, arrivarono a gridare la frase: «O la corona o la morte».
Questi giochi, nei quali non esisteva un premio materiale in denaro o in oggetti dal valore economico, venivano detti «i giochi della corona». Gli atleti di Siracusa riuscirono ad ottenere la corona da ciascuno di essi.
| Giochi olimpici | Giochi nemei | Giochi pitici | Giochi istmici |
| --- | --- | --- | --- |
| Sede dei giochi Olimpia | Sede dei giochi Nemea, in seguito Argo | Sede dei giochi Delfi | Sede dei giochi Istmo di Corinto |
| La corona del vincitore Di olivo | La corona del vincitore Di sedano | La corona del vincitore Di alloro | La corona del vincitore Di pino |
| Sacralità della pianta Pianta sacra alla dea Atena, simbolo di pace, pietà e nutrimento, scelta da Zeus e tramandata ai popoli da Aristeo | Sacralità della pianta Pianta funebre, simbolo dell'origine di questi giochi, istituiti dai Sette contro Tebe per celebrare la morte di Archemoro | Sacralità della pianta Pianta sacra al dio del sole Apollo, simbolo della sua amata Dafne, raccolta nella tessale Valle di Tempe (luogo d'esilio del dio) | Sacralità della pianta Pianta sacra al dio del mare Poseidone e al suo protetto Melicerte (nume dei giochi), issato su di un pino corinzio dal dorso di un delfino |
| Luogo dell'incoronazione Tempio di Zeus                                                                                                   | Luogo dell'incoronazione Tempio di Zeus | Luogo dell'incoronazione Tempio di Apollo | Luogo dell'incoronazione Tempio di Poseidone |
| Periodo di svolgimento luglio-agosto Ogni 4 anni                                                                                          | Periodo di svolgimento giugno-luglio Ogni 2 anni                                                                                                  | Periodo di svolgimento agosto-settembre Ogni 4 anni | Periodo di svolgimento aprile-maggio Ogni 2 anni |

Il programma olimpico
Inizialmente a Olimpia si teneva un solo agone: quello dello stadio. Poi, nel corso dei secoli, vennero inserite tutte le altre discipline. Le Olimpiadi antiche si svolgevano nel seguente ordine:
- 1º giorno: cerimonia di inaugurazione; giuramento di tutti gli atleti[8]
- 2º giorno: gare di corsa[8]
- 3º giorno: gare di combattimento[8]
- 4º giorno: gare equestri[8]
- 5º giorno: gare del pentathlon[8]
- 6º giorno: cerimonia di chiusura; incoronazione dei vincitori[8]

### Siracusa: la nascita della polis e primi giochi panellenici

#### Anno della fondazione e primi coloni Greci

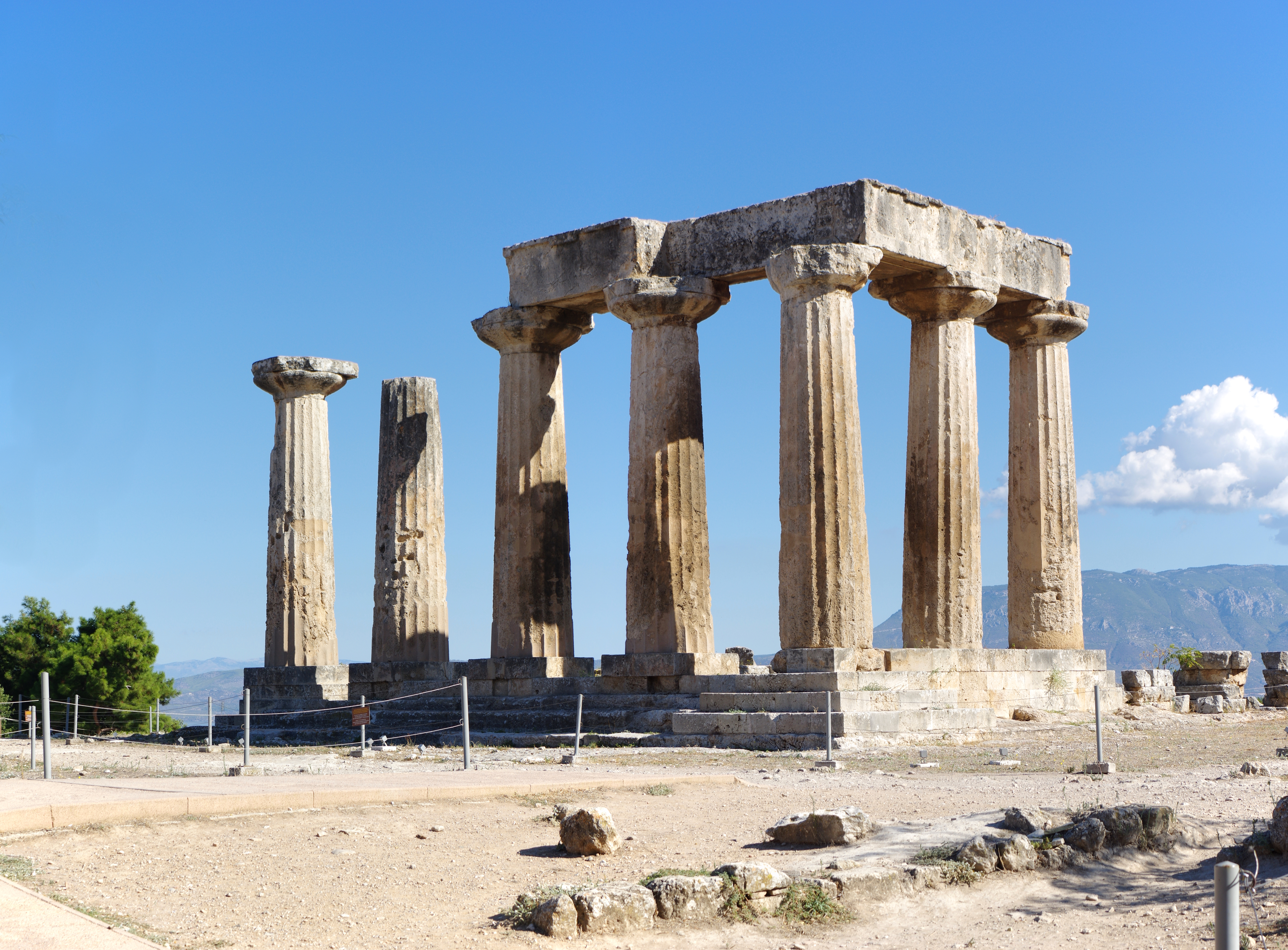
Tempio del dio Apollo a Corinto. Siracusa superò ben presto per potenza e fama tra i Greci la sua stessa madrepatria

Secondo la tradizione più affermata, di matrice tucididea, la polis di Siracusa venne fondata dai Corinzi del Peloponneso nell'anno 733 a.C. (la tradizione di una fondazione più arcaica si colloca nell'anno 758 a.C. ed è data dal Marmor Parium, mentre quella più bassa è segnata nell'anno 708 a.C. e proviene principalmente da Dionigi di Alicarnasso e da Girolamo; in base allo scritto di Strabone).
Stando quindi all'affermazione di Tucidide, la Ktisis (l'atto fondativo) di Siracusa avvenne nel 4º anno dell'11ª Olimpiade.
Prima che giungessero i Greci, il territorio di Siracusa - il cui nome si pensa possa derivare da un'antica palude locale chiamata Syraka - era abitato dai Siculi: popolazione dall'origine incerta (forse provenienti dalla regione italica o forse identificabili con uno dei Popoli del Mare: i Šekeleš), fondatori di vasti siti preistorici a ridosso di Siracusa; come le Ible e Pantalica (abbandonata o distrutta a seguito della colonizzazione corinzia del siracusano).
Si suppone che l'integrazione tra i coloni di stirpe peloponnesiaca e gli abitanti indigeni non fu pacifica. Tale supposizione nasce dalla constatazione di diversi elementi; anzitutto la schiavitù iniziale dei Siculi, assoggettati ai coloni Corinzi (all'avvento del primo tiranno, Gelone, dentro Siracusa si trovano in conflitto gli eredi dei primi coloni Greci con gli eredi degli abitanti Siculi). Inoltre dai rinvenimenti archeologici sui siti della città si è potuto scoprire che i primi Greci di Siracusa abitavano in delle piccole case composte da un solo vano, per cui erano soli e la prima presenza femminile dovettero incontrarla e integrarla direttamente nella neo-fondata città. Poiché i villaggi dei Siculi furono progressivamente distrutti dai Siracusani, si sostiene che essi non dovettero mai entrare nelle grazie della maggior parte degli abitanti delle città indigene, e ciò lascia desumere che l'elemento greco non cercò o non ottenne dall'elemento siculo il pacifico assenso a formare una comunità mista tra Peloponnesiaci e Siculi, assicurandosi la futura egemonia solo con un iniziale atto di forza.

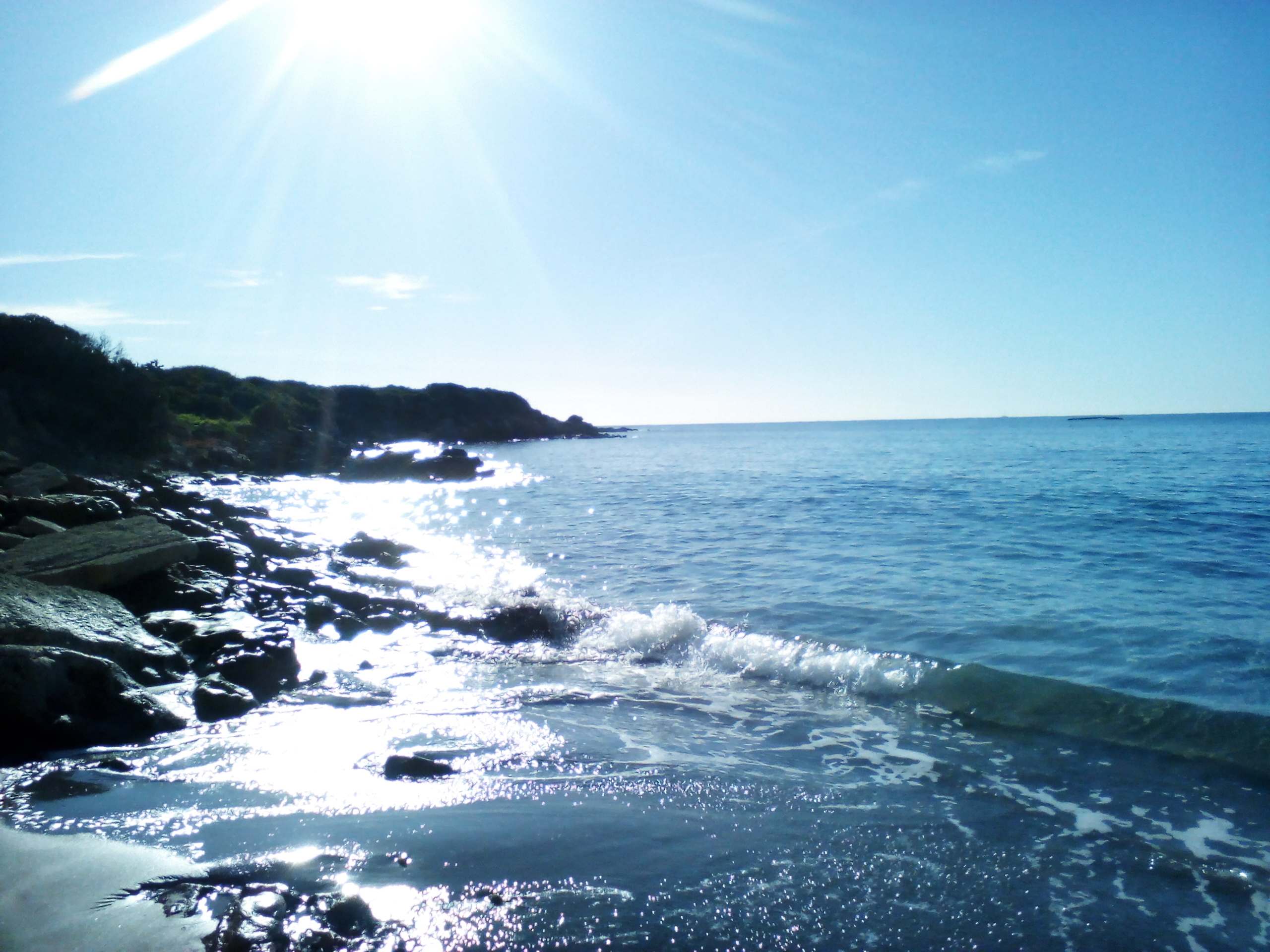
Il mare di Siracusa; appena fuori l'entrata sud della città e nei pressi del tempio di Giove Olimpico

Nonostante le turbolenze iniziali della colonia, Siracusa partecipò ben presto ai giochi sportivi che si svolgevano nell'Ellade. Tali competizioni erano sacre (in nome degli dei) e vi potevano partecipare solo i cittadini che parlavano greco. Non si conosce l'anno della sua prima partecipazione, ma solo l'anno della sua prima vittoria, avvenuta nel 648 a.C., nella 33ª Olimpiade; 85 anni dopo la fondazione della polis, stando alla datazione tucididea, ed è stata la 17ª città di tutto l'Ellade a vincere ai giochi panellenici più importanti.
Nell'Occidente greco fu la 2ª città a imprimere il suo nome nell'albo dei vincitori degli agoni panellenici, mentre la 1ª fu la magnogreca Crotone (16ª contando l'intero Ellade), la quale, secondo la tradizione straboniana, fu fondata nel medesimo anno di Siracusa (ma il geografo di Amasya non specifica una data precisa); sincronismo riferito anche da Antioco di Siracusa, che unisce nel lungo viaggio i due ecisti: il bacchiade Archia e l'acheo Miscello (celebre è il responso che i due uomini ottennero dall'Oracolo di Delfi, chiedendo ricchezza per Siracusa e salubrità per Crotone; echi della potenza siracusana e delle vittorie olimpiche crotoniate).
La 1ª edizione delle Olimpiadi (che sono i più antichi giochi panellenici) si svolse nel 776 a.C. (la polis di Siracusa non era ancora nata) e fu vinta dalle genti dell'Elide. Corinto, la madrepatria dei Siracusani, vinse la 14ª Olimpiade e fu la 6ª città dell'Ellade a trionfare nella competizione agonistica. Sparta fu la 9ª (15ª Olimpiade) e Atene fu la 12ª (21ª Olimpiade).

#### Siracusa e l'Elide: il legame con Pisa e Olimpia

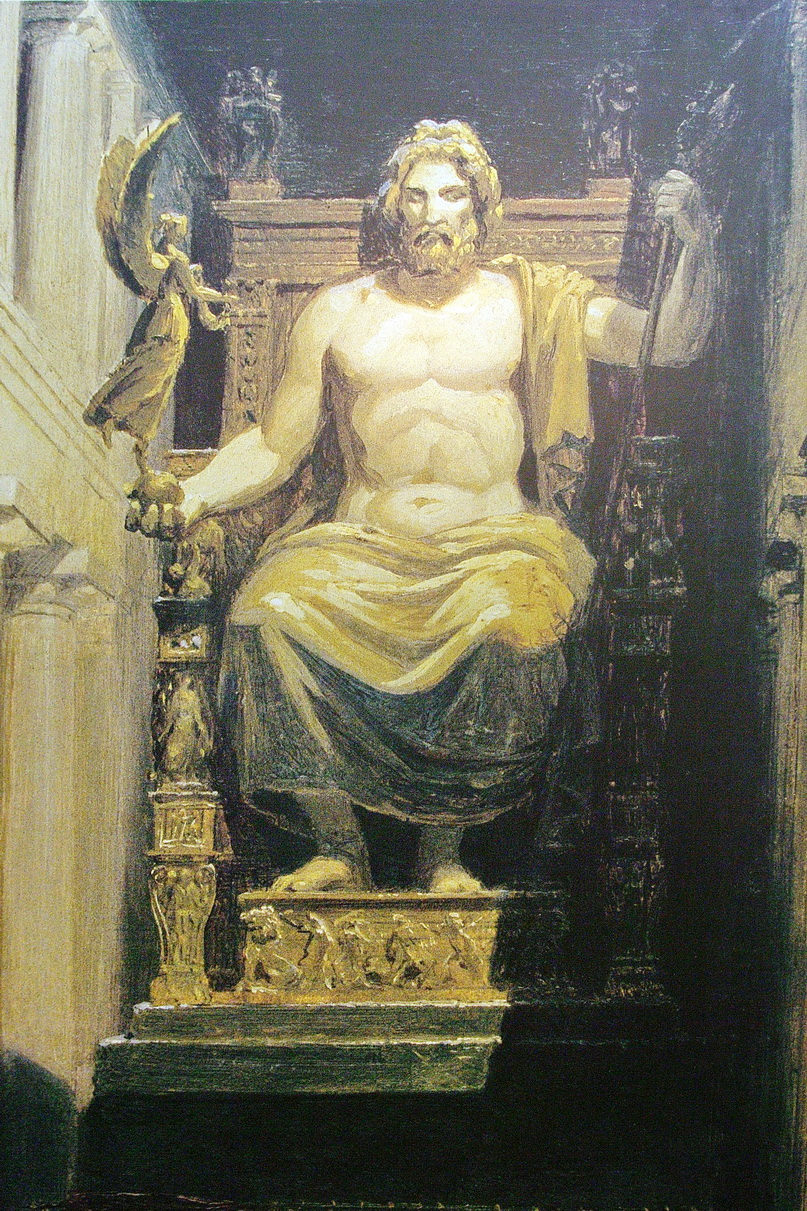
Rappresentazione pittorica della statua colossale di Zeus (una delle antiche Sette meraviglie del mondo) nel suo tempio omonimo a Olimpia

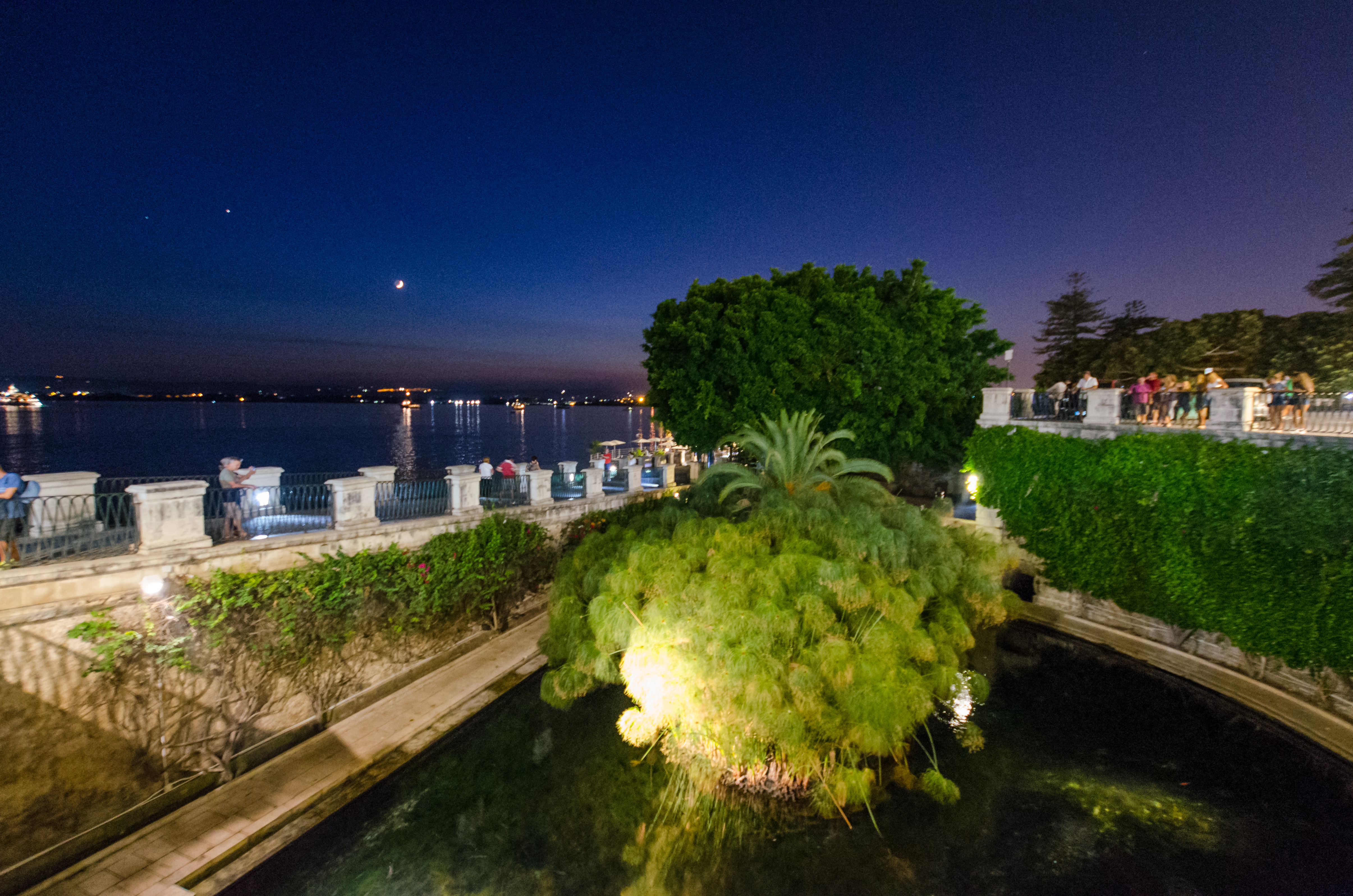
La fonte Aretusa che sgorga nell'isola di Ortigia: sorgente naturale le cui acque, secondo la leggenda greca, provengono direttamente da Olimpia

Le origini greche di Siracusa sono legate a molte genti e a molti luoghi. Infatti, sebbene la tradizione di una fondazione del tutto corinzia sia quella più avvalorata e famosa, grazie soprattutto al racconto di Tucidide e di Diodoro Siculo (ed è comunque indubbio che i Corinzi giocarono un ruolo fondamentale nelle radici siracusane), vi sono altre tradizioni degne di nota, che si rivolgono a un tempo ancora anteriore all'arrivo di Archia e del suo seguito: è il caso dei nomi euboici (e degli omerici racconti), del primo re proveniente da Argo, dei Troiani della Tenea (giunti da Tenedo) e del collegamento con il forte culto per il dio del sole, Apollo, e per la dea della luna, Artemide, ma soprattutto è il caso della ninfa Aretusa e del dio fluviale Alfeo, la cui origine lega Siracusa proprio al luogo in cui nacquero e si svolsero i giochi panellenici più famosi: Pisa e Olimpia. 
(Strabone, 6, 2, 4.)
Sono numerosi i collegamenti tra gli Olimpi (nella Pisatide) e i Siracusani: narra la leggenda che Aretusa e Alfeo fossero due divinità dell'Elide, poi il dio fluviale s'invaghì della ninfa, la quale per sfuggirgli chiese aiuto alla dea Artemide, che la tramutò nella fonte che sgorga a Siracusa, presso l'isola di Ortigia (così chiamata dai Greci in onore di Asteria; la dea delle stelle). Alfeo, disperato, implorò Zeus affinché il corso del suo fiume, che nasceva nella Pisatide, fosse deviato fino a raggiungere la fonte siciliana; il padre degli dei acconsentì e Alfeo poté mescolare le sue acque dolci a quelle di Aretusa. Diversi storici moderni intravedono dietro questa leggenda l'avvenuta unione tra i primi coloni giunti dalla Grecia (gli Elei), rappresentati dal fiume peloponnesiaco, e gli indigeni (i Siculi), rappresentati dalla fonte locale. Ma non è solamente il culto per la ninfa più celebre a unire Siracusa alla sede millenaria delle Olimpiadi, anche il culto di Artemide (alla quale è stata consacrata l'Ortigia siracusana), pare provenga direttamente da Olimpia: stando a quanto racconta Pindaro, si evince che a Siracusa risiedeva una potente famiglia di sacerdoti, gli Iamidi; costoro provenivano da Olimpia, dove custodivano l'oracolo del tempio di Zeus Olimpico (luogo nel quale furono inaugurati i primi giochi olimpici della storia), e pare abbiano partecipato alla fondazione di Siracusa. Gli Iamidi, dunque, avrebbero trasportato dalla loro terra d'origine alla polis siceliota il notevole culto per la dea Artemide (nella Pisatide ebbe origine il mito dell'Artemide Alpheiea; e Pindaro definisce Siracusa come la sede dell'Artemide fluviale).
Inoltre, un discendente degli Iamidi, Agesia di Siracusa (generale e confidente di Ierone I), vinse i giochi olimpici nel IV secolo a.C. e da quel momento fu incaricato dagli Olimpi di presiedere l'altare di Zeus nel più sacro dei santuari elidi:
(Dalla VI Olimpica di Pindaro.)

### La partecipazione dei tiranni, la guerra e il declino dei giochi
Sebbene la partecipazione dei signori delle poleis alle Olimpiadi non fosse una pratica inaugurata dalla polis aretusea - va infatti ricordato che prima di Ierone I, vi parteciparono, e arrivarono alla vittoria, il re di Sparta Demarato (nel 504 a.C.), Gelone (ancora tiranno di Gela nel 488 a.C.), Anassilao di Reggio (nel 480 a.C.), Terone di Agrigento nello stesso anno di Ierone (nel 476 a.C.) e altri personaggi influenti di Atene, che se pur non portavano un titolo regio erano esponenti primari dell'oligarchia - furono proprio i tiranni di Siracusa quelli che destarono maggiore stupore e diedero adito ad alcune delle pagine olimpiche più note e discusse della storia.
Il Siracusano Ierone I, accumulando ben sei vittorie consecutive con i cavalli, fu il tiranno più vittorioso dei giochi panellenici. Inoltre, secondo alcune fonti antiche, Ierone fu persino osteggiato dagli Ateniesi durante la sua partecipazione olimpica.
Dionisio I fu il secondo tiranno siracusano, storicamente documentato, che s'interessò ai giochi panellenici: anch'egli volle prendervi parte, ma pure in questo caso sorsero dei disordini pubblici.
Dopo la tormentata caduta dei Dionisii, e la parentesi del governo corinzio timoleonteo, salì al potere Agatocle; in piena epoca ellenistica. Il nuovo tiranno, nonché futuro primo basileus di Sicilia, era asceso al trono tramite una cruenta guerra civile e il suo duraturo governo fu totalmente caratterizzato dalla guerra; con lui al comando i Siracusani furono impegnati in numerose battaglie (persino gli schiavi della città, per mancanza di un numero sufficientemente alto di soldati, vennero liberati e posti sotto le armi). I Siracusani di Agatocle mantenevano un fronte aperto su Cartagine, un altro interno per i ribelli siracusani sparsi nelle varie città della Sicilia e infine un ultimo, ma non meno importante, fronte aperto contro i popoli Barbari d'Italia e nelle isole dello Ionio. Non vi era dunque, da parte di Agatocle, né il tempo né la serenità necessaria per interessarsi dei giochi olimpici.

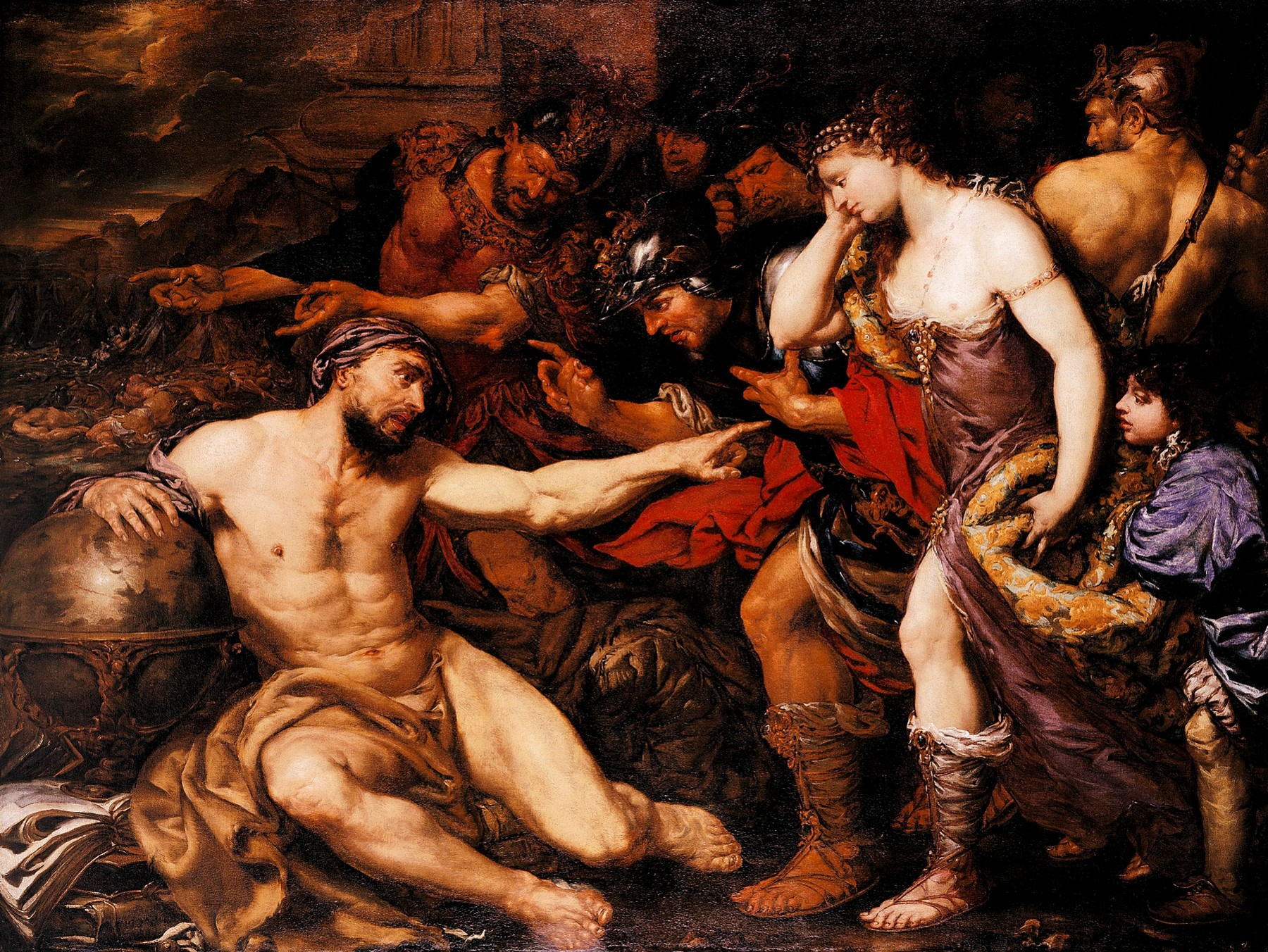
Archimede di Siracusa tra le allegorie della Guerra e della Pace; tormentato dal dubbio se porre le sue sbalorditive conoscenze a disposizione della polis assediata dai Romani o se rimanere in disparte, in pace; Archimede infine sceglierà la guerra (opera di Giovan Battista Langetti)

Dopo il governo agatocleo regnò il caos a Siracusa, per quasi un ventennio, fino a quando, salito al potere Ierone II, e stipulato con Roma un trattato di non-belligeranza, la Pentapoli ritrovò la calma e la stabilità: infatti il governo di Ierone II durò ben cinquantacinque anni. E fu durante il regno del suo ultimo celebre basileus che Siracusa ritornò a vincere ai giochi olimpici. Inoltre il longevo sovrano volle regolamentare la ginnasiarchia (l'addestramento dei giovani atleti e i materiali di cui avevano bisogno per i giochi sportivi) nelle sue poleis.
Tuttavia era una calma apparente perché mentre a Siracusa regnava la pace, nel resto della Sicilia i Romani si erano sostituiti ad essa nella lotta contro i Cartaginesi e avevano lentamente conquistato e portato sotto il loro dominio la gran parte delle città siciliane. Quando Siracusa reagì, con Ieronimo, nel 215 a.C. era ormai troppo tardi: assediata per terra e per mare dalle forze di Roma, la città cadde nel 210 a.C.
Passata sotto il dominio romano, Siracusa venne saccheggiata di tutte le sue ricchezze, ma non fu distrutta. Il periodo del II-I secolo a.C. è nebuloso per la città. Non si conosce quasi nulla di questi momenti post-conquista (eccetto che i Siracusani, pochi mesi dopo l'assedio, si recarono a Roma per protestare in pubblico processo contro Marco Claudio Marcello e l'eccessiva foga dei soldati romani nel predare i loro averi).
Ciononostante la città doveva comunque godere ancora di una certa libertà se poté rispondere positivamente, nel 206 a.C., all'invito che le arrivò da parte dei Greci d'Asia della polis di Magnesia al Meandro, la quale invitava i Siracusani a partecipare ai suoi giochi panellenici; giochi in onore di Artemide.
Nel 148 a.C. giunse l'ultima vittoria olimpica dei Siracusani: con il velocista Ortone. Dopo tale data il nome della città di Siracusa non compare più nelle liste pervenute dei vincitori dei sacri agoni panellenici.
Nonostante la pesante conquista subita, Siracusa fu comunque una delle ultimissime città greche dell'Occidente a vincere i giochi panellenici: dopo di lei le sole due poleis che ancora figurano nella lista degli agoni sono Tauromenio, nel 56 a.C. (che raggiunge il suo primo e solo trionfo in questa occasione), e Thurii, nel 32 a.C. (la sua quarta vittoria).
In contrasto con la nascente religione cristiana, le antiche Olimpiadi, essendo fortemente legate alla religione pagana, vennero infine abolite nel 393 d.C.; la stessa sorte toccò ai restanti più noti agoni sacri dell'Egeo.

## Le vittorie

### La 33ª olimpiade (648 a.C.)

#### La prima vittoria nel pancrazio
(Stefano Surace, Arts martiaux ~ jujitsu - Livres: La plume et la main vide, 2005.)

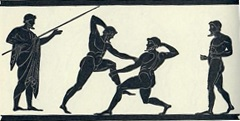
Scena di un incontro di pancrazio (da un'anfora greca)

Nelle Olimpiadi del 648 a.C. venne ammessa, per la prima volta in assoluto, la disciplina del pancrazio (che tradotto significa "Tutta la forza"). Tale disciplina era una fusione tra la lotta greca (pálē) e il pugilato (pygmachía). È stata definita come autentica origine delle arti marziali.
Nel pancrazio tutto era ammesso, tranne dare morsi all'avversario (ma a Sparta questo invece era ammesso; così come i graffi), infliggergli colpi ai genitali e accecargli gli occhi con le dita.
La prima edizione del pancrazio vide trionfare un Siracusano: Lygdamis. Costui, coronato con il prestigioso olivo a Olimpia, fu non solamente il primo vincitore di questo sport da combattimento corpo a corpo, ma fu anche il primo Siracusano che trionfò alle Olimpiadi.

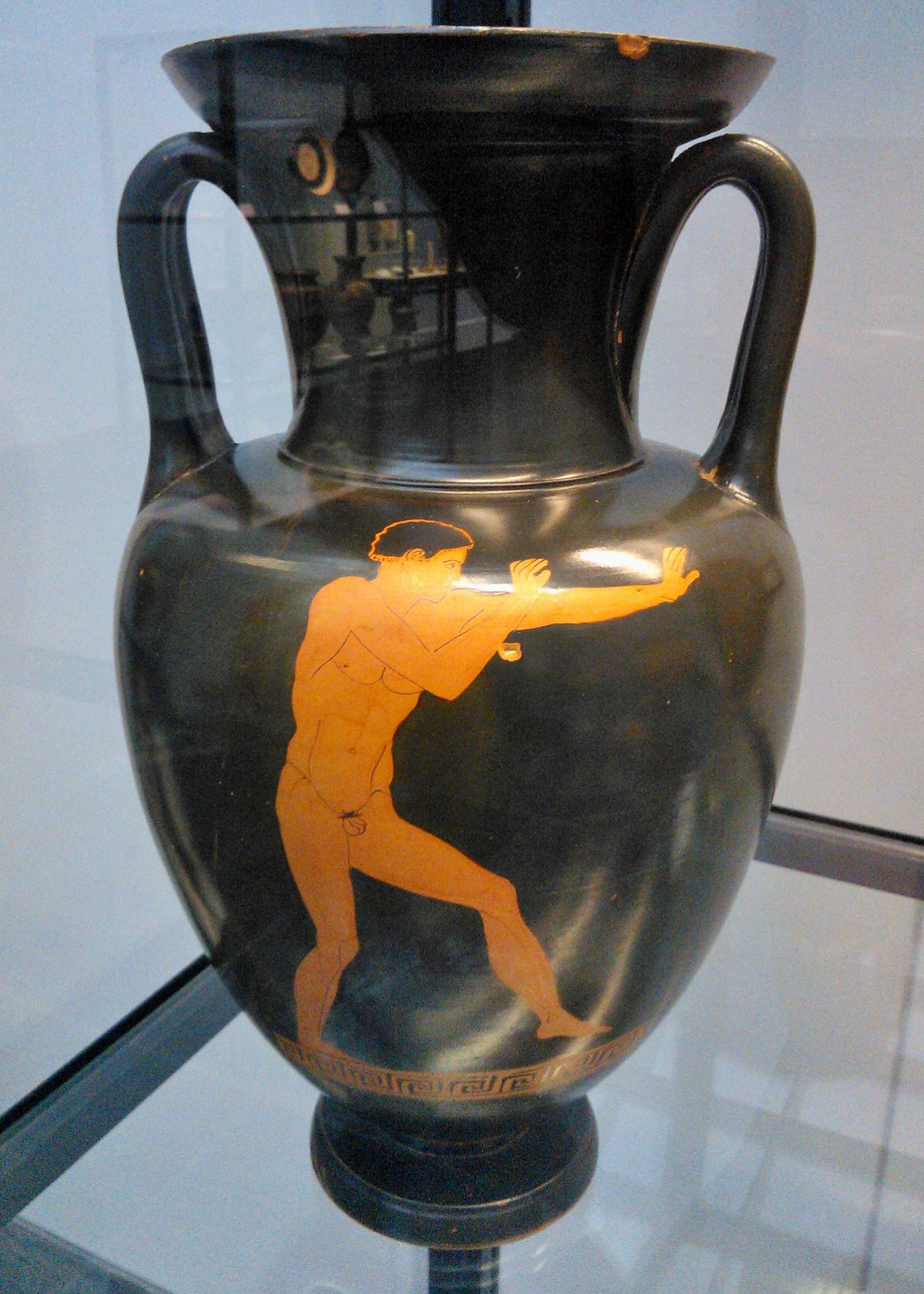
Pancraziasta in posizione da combattimento, dipinto su di un'antica anfora greca

Il pancrazio era uno sport considerato massacrante; il più estenuante delle Olimpiadi. Dopo la prima vittoria siracusana passarono altri dodici anni prima di rilevare il nome di un altro vincitore in questa disciplina (fu Frinone di Atene) e addirittura altri sessantaquattro anni prima di avere un terzo vincitore (Arrachione d'Arcadia; celebre per essere stato incoronato vincitore nonostante sia morto nel suo terzo combattimento).
Pausania il Periegeta ha lasciato testimonianza sulla figura di Lygdamis, con delle descrizioni che si connotano nella leggenda. Lygdamis fisicamente veniva paragonato all'eroe Ercole. Si narra che egli non sudasse mai, poiché le sue ossa erano prive del midollo.
La sua tomba fu eretta dai Siracusani all'interno delle latomie (le cave di pietra bianca con la quale venne costruita la città). Una statua con la sua immagine gli rendeva gloria eterna per la vittoria conseguita alle Olimpiadi.

#### Curiosità sopra la disciplina olimpica del pancrazio
- Lygdamis di Siracusa fu l'unico atleta dell'Occidente greco, in tutta la storia olimpica, a vincere in questa disciplina.

### Le vittorie di Ierone I
(Pindaro, Olimpica I.)

#### Con il cavallo montato

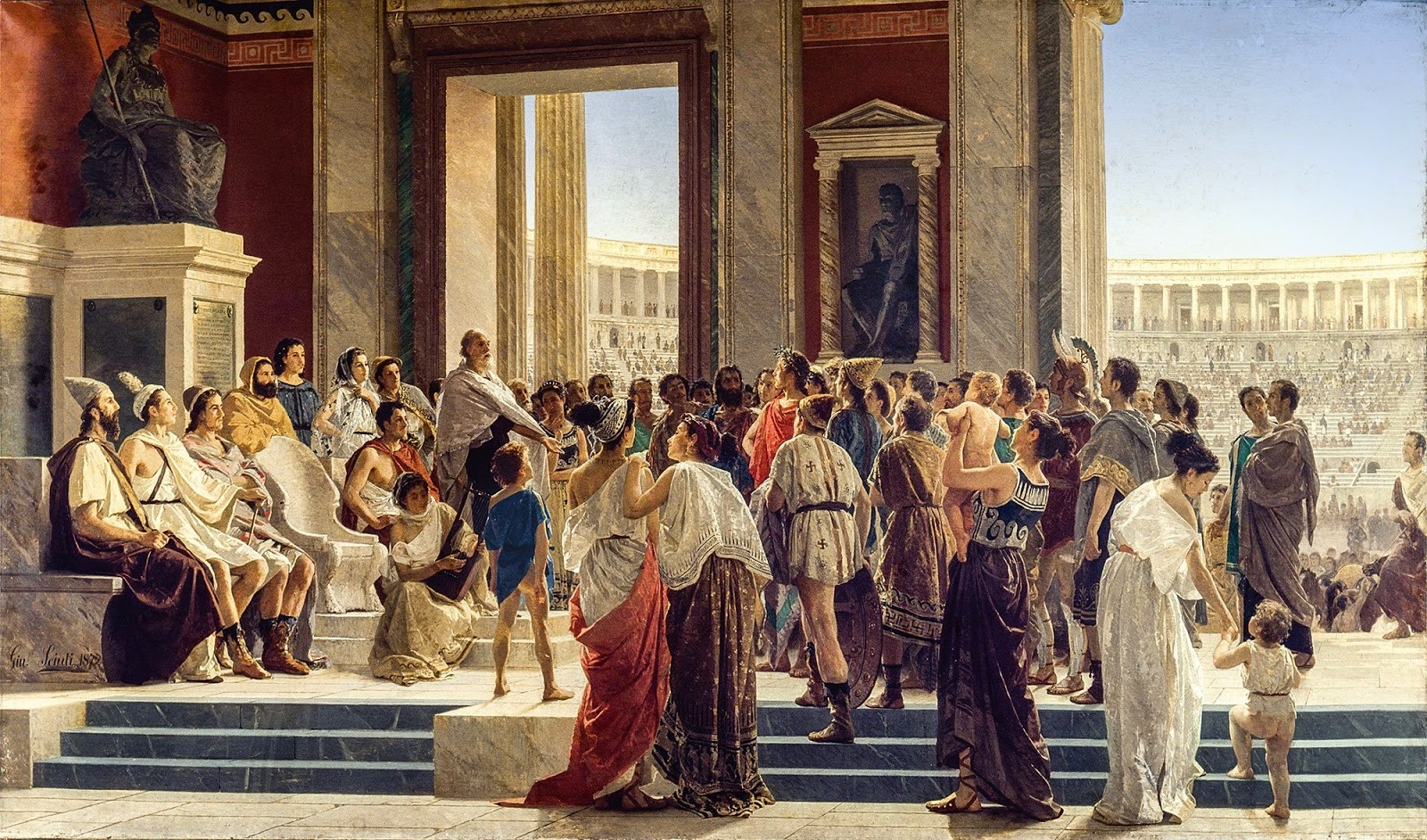
Pindaro celebra le gesta di un vincitore olimpico (dipinto di Giuseppe Sciuti)

Negli antichi agoni equestri il vero vincitore non era il fantino o l'auriga, bensì il proprietario dei cavalli: colui che se ne occupava allevandoli e nutrendoli. La disciplina olimpica della corsa a cavallo venne inserita nella 33ª Olimpiade, nell'anno 648 a.C. (l'anno della prima vittoria siracusana), e il primo vincitore fu tale Krauxidas della città di Crannon (nella Tessaglia).
Ierone I di Siracusa vinse la corsa a cavallo (la keles: celete) nella 76ª Olimpiade, nell'anno 476 a.C.; ad assistere a quelle gare sugli spalti c'era anche l'ateniese Temistocle, portato in trionfo dal pubblico (colui che sconfisse Serse I, in quanto fautore della potenza navale ateniese). Si trattava infatti della prima Olimpiade dopo la fine delle guerre persiane.
La vittoria di Ierone I fece parecchio clamore per via del suo nobile lignaggio e del suo ruolo di comando, di primissimo piano: egli era infatti il secondogenito dei Dinomenidi; la famiglia geloa che aveva trasferito, nemmeno un decennio prima, la corte dei tiranni dalla propria patria d'origine a Siracusa. Egli inoltre aveva appena sostituito il fratello Gelone I sul trono della potente polis siceliota (anno della sua incoronazione: 478 a.C.), per cui le sue gesta olimpiche godettero di un vasto eco nel mondo panellenico. Avendo fama di essere un mecenate, le sue vittorie furono celebrate dai più noti poeti dell'epoca: Pindaro e Bacchilide gli dedicarono le loro odi.

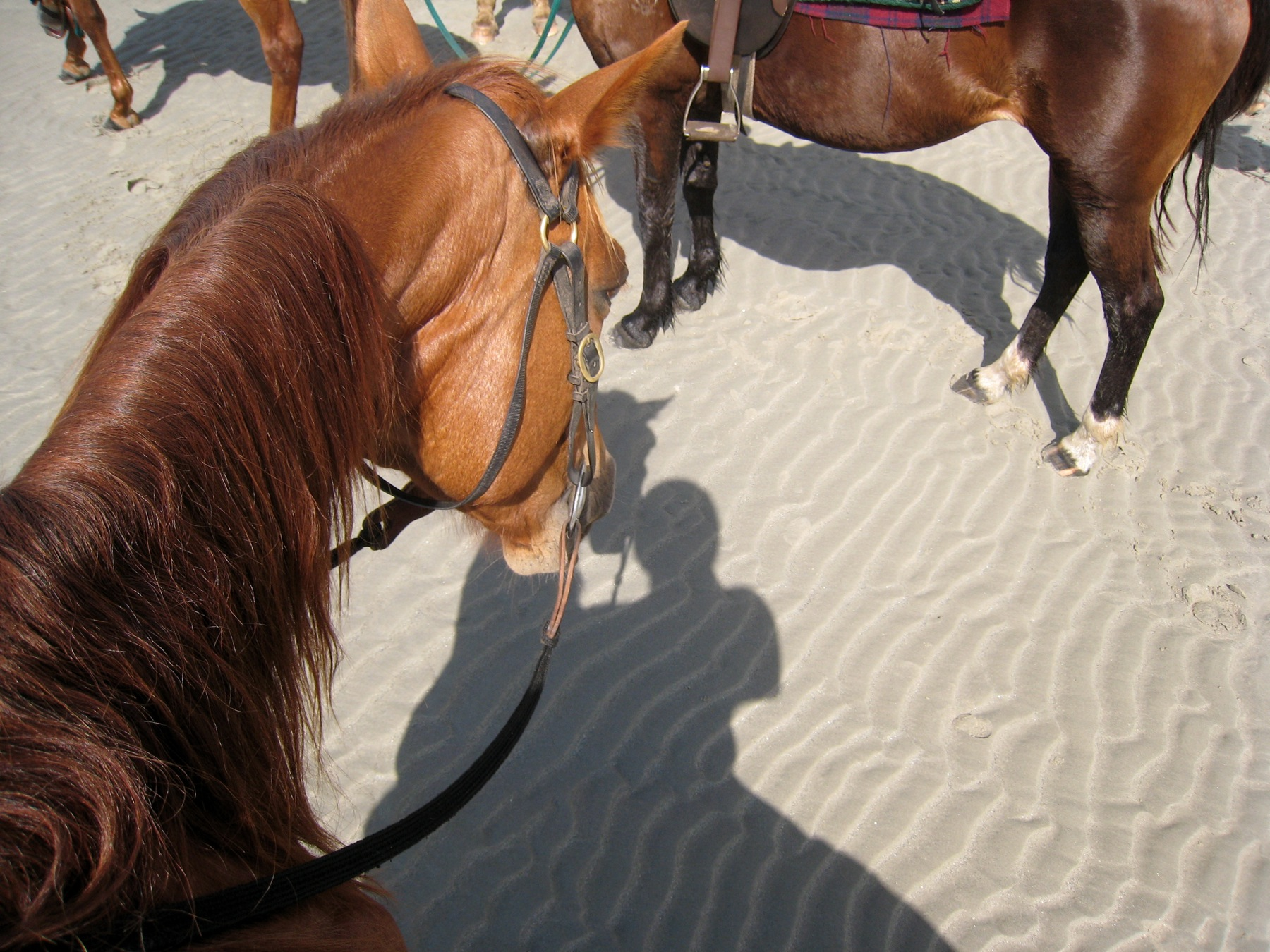
Ai tempi di Ierone i cavalli in gara venivano montati senza sella e senza staffe: a «pelo»

Ierone venne encomiato come un ottimo cavaliere ed auriga: egli vinse 6 volte ai giochi panellenici: 3 volte alle Olimpiadi e 3 volte ai giochi Pitici. La sua prima vittoria avvenne ai giochi Pitici: essi si svolgevano durante il 3º anno dell'Olimpiade, nella città di Delfi ed erano dedicati al dio del sole, Apollo. Ierone qui vinse una prima volta nell'anno 482 a.C. (ciclo della 74ª Olimpiade), come corsiero (cavallo montato), quando ancora portava sul capo la corona di tiranno per la polis di Gela, e una seconda volta, sempre come corsiero, nell'anno 478 a.C. (ciclo della 75ª Olimpiade); anno della sua incoronazione come secondo tiranno della polis di Siracusa.
Il Siracusano vinse nuovamente nell'Olimpiade dell'anno 472 a.C.; la 77ª edizione, trionfando ancora a cavallo. Pindaro e Bacchilide, tramite le loro opere, hanno conservato il nome del cavallo del tiranno aretuseo: l'animale si chiamava Ferenico (Pherenikos, che significa «colui che porta la vittoria»), e pure a lui sono stati dedicati dei versi. Ferenico, insieme a Bucefalo (il cavallo di Alessandro Magno), è annoverato tra gli animali più celebri dell'antichità.
Di seguito i versi per il cavallo di Ierone:
(Bacchilide, V, 37-49.)
(Pindaro, Olimpica I, 19-23.)

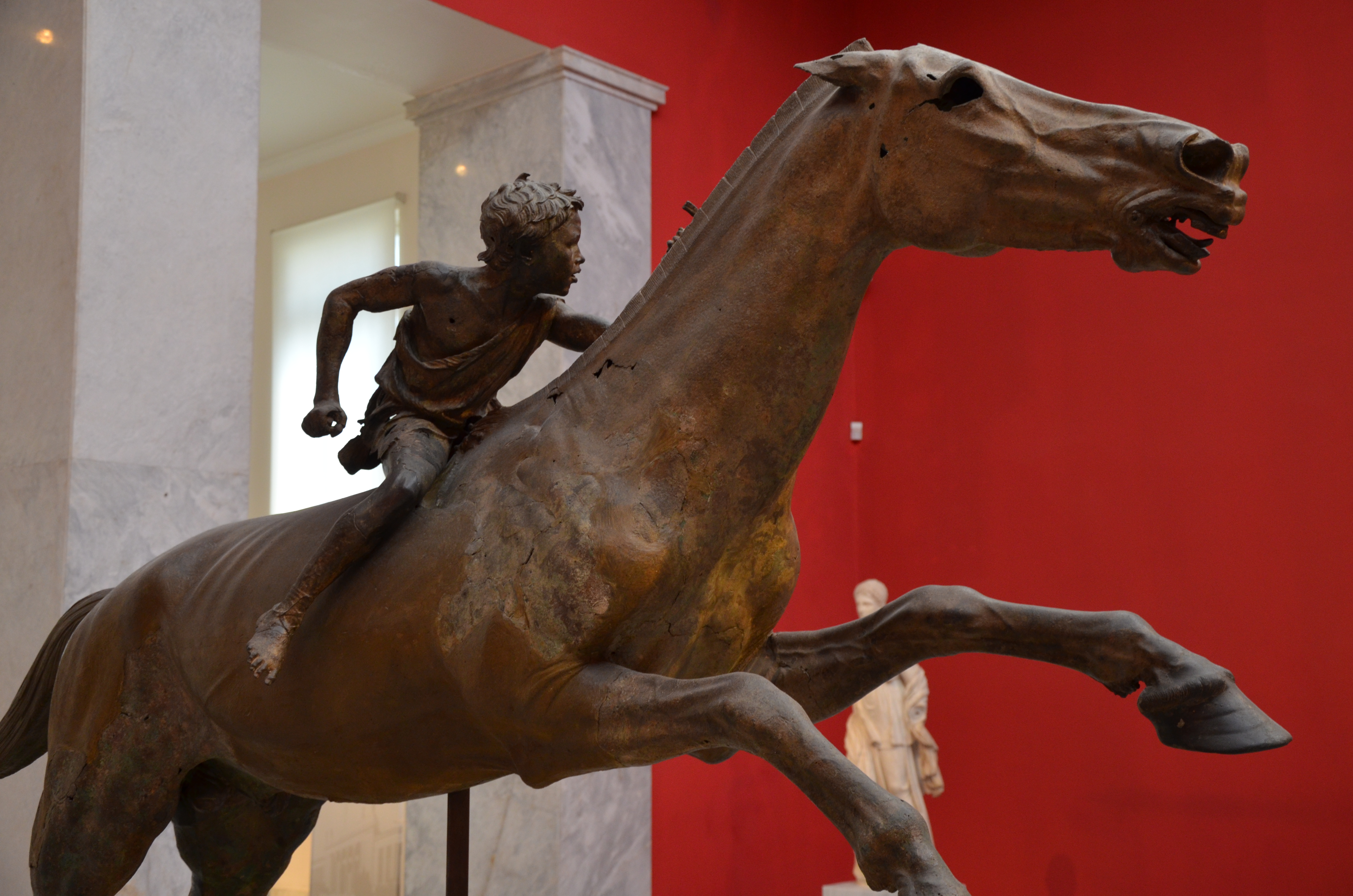
Il fantino di Capo Artemisio; Eubea (museo archeologico di Atene)

Nel 474 a.C. c'è una nuova edizione dei giochi Pitici. Ierone si ammala; egli non può andare a Delfi, però manda ugualmente a gareggiare il suo cavallo Ferenico. Da Pindaro si apprende che Ierone fu ingiustamente privato della sua quarta vittoria agli agoni apollinei: «se un dio, anziché un uomo, avesse retto la bilancia in modo giusto, ora noi potremmo celebrare Ierone per la quarta volta». Pindaro non ha dubbi al riguardo. È in questa occasione - per questa sconfitta - che il poeta di Tebe scrive la sua Pitica III dedicata a Ierone di Siracusa, al quale augura una pronta guarigione e si congratula con lui per la gara equestre:
(Pindaro, Pitica III.)

#### Temistocle contro Ierone

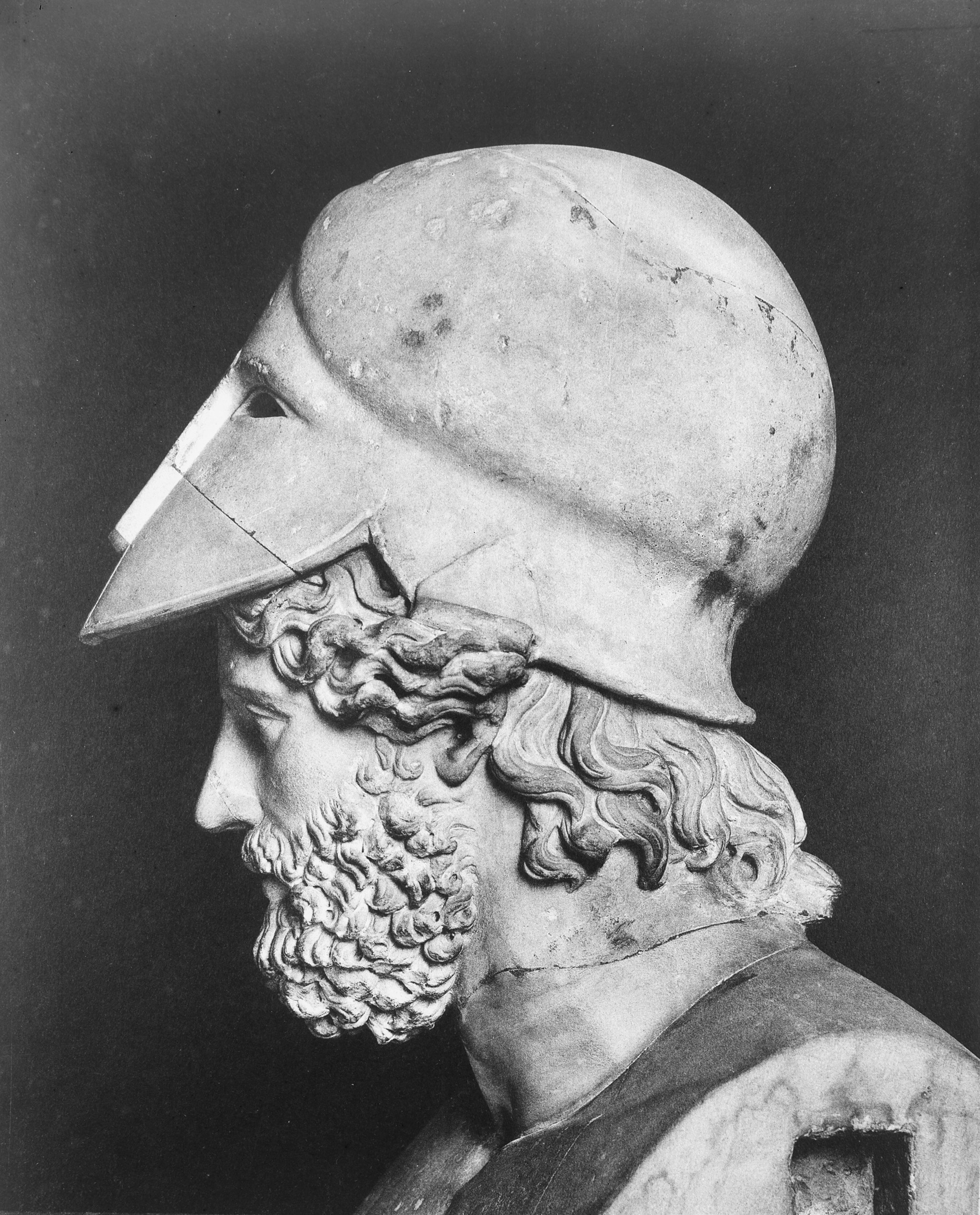
Busto dell'ateniese Temistocle; fomentatore della folla contro Ierone

L'aristotelico Teofrasto, riportato da Plutarco, asserisce che quando Ierone si iscrisse alle sue prime Olimpiadi - quelle del 476 a.C. - per gareggiare con i cavalli, incontrò l'opposizione del già citato Temistocle; l'eroe ateniese se la sarebbe presa con Ierone in quanto fratello di Gelone e rappresentante di Siracusa; la città che sotto la guida del Dinomenide si rifiutò di fornire aiuti militari alla Grecia che era minacciata dall'invasione dei Persiani di Serse.
Temistocle, aggiunge Claudio Eliano, avrebbe affermato che chi non aveva voluto condividere con la Grecia il più grande pericolo (la guerra contro Serse) non poteva adesso avere l'ardire di prendere parte ai più grandi convegni dell'Ellade (per l'appunto, le Olimpiadi) e dividere con i Greci tali piaceri.
Per cui l'ateniese avrebbe ordinato di distruggere la tenda del tiranno di Siracusa e di impedire ai suoi cavalli di gareggiare. I presenti alla scena, essendo d'accordo con il principio che generava la suddetta critica, lodarono le parole di Temistocle. Ciononostante, com'è noto, Ierone partecipò ugualmente e vinse la corsa con il suo cavallo.
Il motivo dello scontro tra Ierone e Temistocle sarebbe da far risalire all'anno 480 a.C.: sul trono di Siracusa siede stabilmente Gelone, che otto anni prima, nel 488 a.C., quando non aveva ancora messo piede a Siracusa, aveva vinto con la quadriga nell'agone equestre della 73ª Olimpiade. Ambasciatori di Sparta e Atene arrivano alla corte siracusana e chiedono all'appena nata tirannide di aiutare militarmente la Grecia che deve contrastare le mire espansionistiche della Persia. Gelone acconsente, dicendo a Spartani e Ateniesi che darà loro l'aiuto più cospicuo di tutti i Greci, ma a patto che Peloponnesiaci e Attici accettino di dare a lui il comando terrestre o navale delle operazioni panelleniche. Sono gli Ateniesi che negano totalmente l'avverarsi di una simile eventualità: mai avrebbero ceduto o diviso il comando con il Dinomenide, per cui Gelone si adira e dichiara Siracusa, e la Sicilia da essa dipendente, neutrale; fuori dall'evento bellico.
Ma nonostante esistesse il motivo di un possibile rancore tra Temistocle e Ierone, sono diversi gli storici che dubitano della veridicità dei fatti olimpici del 476 a.C. Vi è infatti un'altra tradizione, successiva a queste Olimpiadi, che vuole Temistocle, ormai esiliato da Atene, cercare rifugio proprio alla corte di Ierone e addirittura chiederne in sposa la figlia e promettere di sottomettere al volere di Ierone l'intera Grecia. Tuttavia non si è a conoscenza dell'esistenza di una figlia di Ierone, né tantomeno Ierone ha mai manifestato ambizioni di conquista verso la Grecia continentale. Vi è quindi chi dubita, a partire dallo stesso Plutarco, anche di questa presunta amicizia tra Temistocle e Ierone, dando piuttosto credito all'inimicizia sorta ai giochi olimpici.
Appare quantomeno curioso che i fatti dell'Olimpiade del 476 a.C. si siano poi nuovamente verificati nell'Olimpiade del 388 a.C. (quasi un secolo dopo); con le stesse identiche modalità (insulti, distruzione della tenda e impedimento alla partecipazione olimpica), anche se l'accusa era diversa: nel secondo attacco, al posto di Ierone vi era un altro tiranno siracusano, Dionisio I di Siracusa, e al posto di Temistocle vi era un altro fomentatore di folle, anch'esso ateniese, Lisia.
Siccome si ritiene improbabile che Atene possa avere attaccato per due volte la stessa città, Siracusa, alle Olimpiadi, si è molto più propensi a sostenere che sia Teofrasto sia Eliano si siano confusi con gli scritti e abbiano anticipato al 476 a.C. un evento che invece riguardava un altro tiranno della pentapolis e un tempo di molto posteriore a quello di Temistocle.

#### Con la quadriga
(Pindaro, Pitica II, vv. 1-11.)

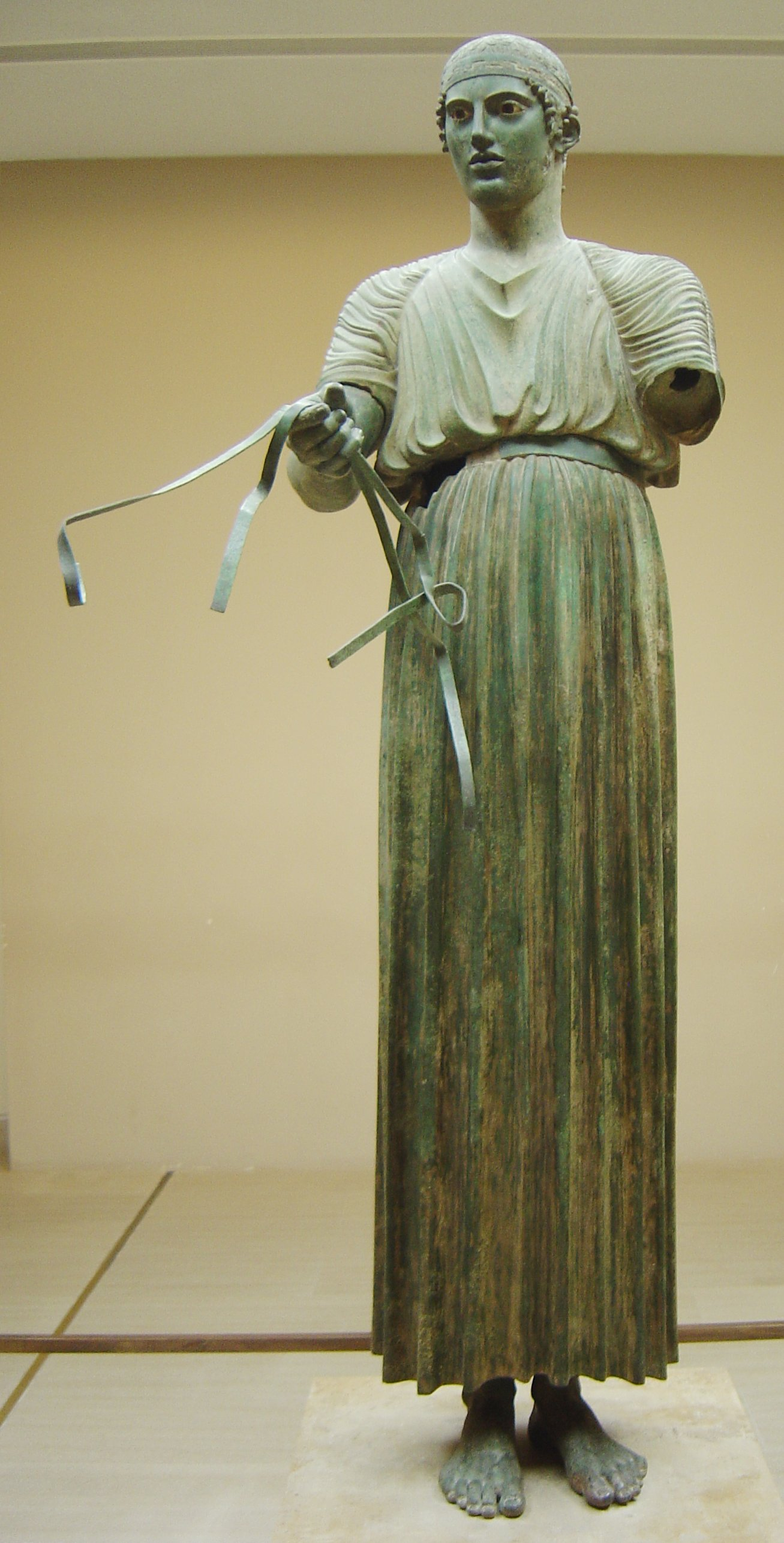
L'Auriga di Delfi (il pezzo più famoso del museo di Delfi) è un dono dei Dinomenidi ad Apollo; la sua origine è contesa tra Ierone e suo fratello minore Polizelo

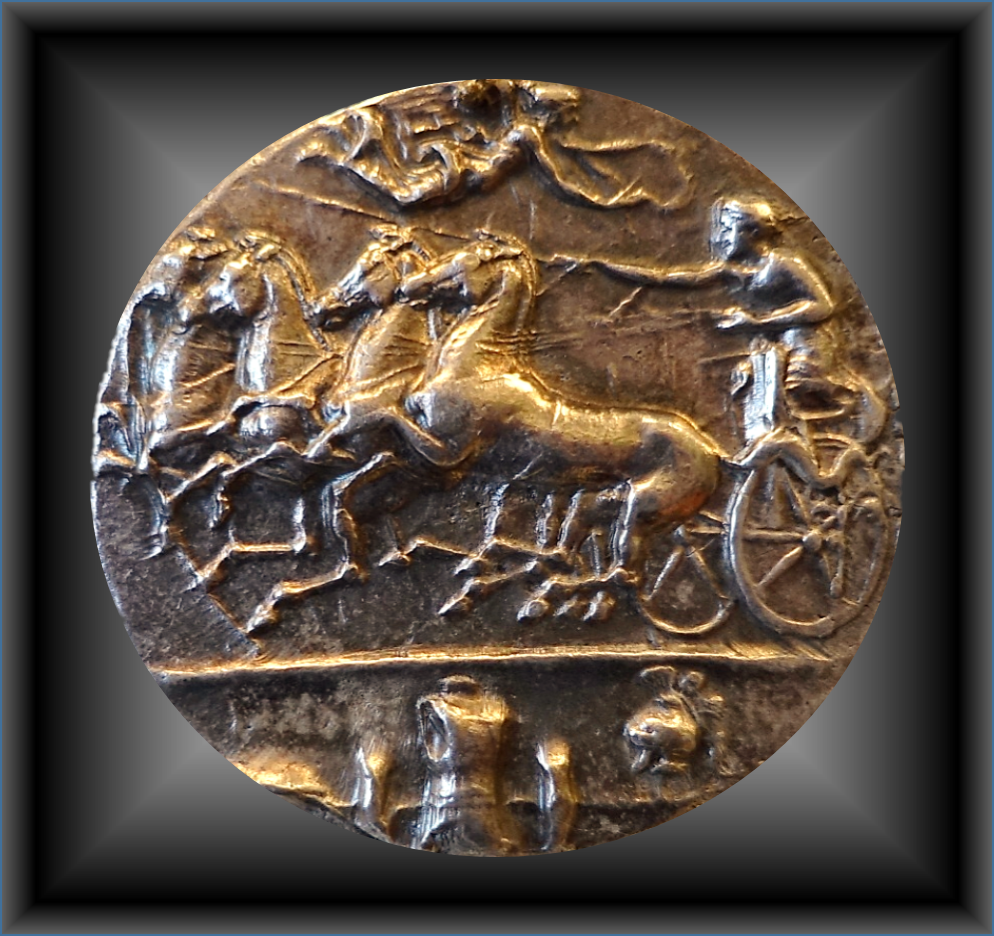
La quadriga incoronata dalla Vittoria era un simbolo delle monete siracusane (decadramma della Siracusa dionisiana, 400 a.C.)

6 anni dopo i fatti della 76ª Olimpiade, e 2 anni dopo aver trionfato anche nella 77ª edizione olimpica, nel 470 a.C. Ierone torna a gareggiare e a vincere con i cavalli: lo fa a Delfi, durante i giochi Pitici, nei quali consegue la sua terza e ultima vittoria negli agoni apollinei. Stavolta però la vittoria del siracusano è conquistata nel più ambito degli agoni: la corsa con il carro da guerra trainato da quattro cavalli; la quadriga.
Ierone conquistò poi una seconda vittoria con la quadriga nelle Olimpiadi del 468 a.C.; la 78ª edizione, che rappresenta la sua ultima partecipazione ai giochi panellenici.
Questa corsa, che si narra fosse in origine il primo e solo agone delle Olimpiadi (presente ancor prima della disciplina dello Stadio, ma ufficialmente introdotta nel 680 a.C.), affonda le sue radici nel panorama bellico (in guerra l'auriga guidava e il compagno combatteva). Per i costi che comportava, e anche per ragioni prettamente simboliche, come la gloria che ne derivava, la gara della quadriga era quasi esclusivamente riservata all'aristocrazia. Per rendere l'idea di ciò che significava questa gara, basti considerare che tra i pochi nomi dei vincitori olimpici conservati, oltre a quello dei Dinomenidi Gelone I e Ierone I, spiccano figure come Cimone, Callia II, Alcibiade, Filippo II di Macedonia, Tiberio Claudio Nerone (l'imperatore che vinse la corsa nel 4 a.C., istituì, tra l'altro, anche una corsa su carro trainato da dieci cavalli, della quale fu vincitore nell'unica edizione disputatasi).
Afferma Bacchilide che nessun greco donò al santuario di Apollo, presso Delfi, più oro di Ierone I. Il tiranno siracusano dedicò al dio del sole importanti offerte votive fatte del metallo più prezioso, e il figlio di Zeus lo ricompensò concedendogli le vittorie negli agoni pitici; quelli in suo onore. Ed è a Bacchilide che Ierone affida la composizione per la sua ultima vittoria olimpica: il poeta di Ceo qui definisce Ierone come «eroe caro agli dei» e «amante dei cavalli» oltre che «valoroso». Nel 468 a.C. Ierone non guida la sua quadriga, ma ci è giunto il nome della sua auriga, che lo portò all'agognata vittoria: Chromios.
Il tiranno amante dei cavalli morì l'anno dopo aver vinto la gara della 78ª Olimpiade. Gli succedette l'ultimo dei Dinomenidi: Trasibulo di Siracusa (il cui governo non durerà a lungo).
Il nome di Ierone siracusano sia nel tempio del dio del sole e sia in quello olimpico di Zeus dell'Ellade spicca numerose volte: egli donò, come già aveva fatto suo fratello Gelone, un tripode d'oro e una Nike a Delfi. A Ierone si pensa appartenga anche la nota Auriga di Delfi, la quale se pur esibisce l'iscrizione di un altro dei Dinomenidi, Polizelo (il fratello in lotta con Ierone per la successione al trono di Siracusa), possiede un'altra scritta, da alcuni ritenuta più antica, che risulta abrasa; e sulle tante ipotesi c'è quella che in realtà fosse stato Ierone il donatore della preziosa statua equestre (che faceva parte di un blocco più complesso), come commemorazione della sua vittoria con il carro da guerra. A Ierone e ai suoi tre fratelli venne inoltre fatta una dedica all'interno del santuario apollineo da parte di Simonide di Ceo, per ringraziarli di aver difeso la grecità contro i Barbari nel 480 a.C.
Nel tempio di Zeus a Olimpia il figlio di Ierone, Dinomene, fece condurre nel 467 a.C. un monumento con iscrizioni, scolpito da Onata e Calamide, composto da un carro di bronzo sul quale sale un uomo, fiancheggiato da due cavalli montati da bambini; in memoria delle vittorie olimpiche del padre.

### Carro trainato da mule

Il mulo è un animale ibrido, nato dall'incrocio tra un asino e una cavalla

La corsa con il carro trainato da mule, detta Apene (ἀπήνη), venne introdotta alle Olimpiadi nel 500 a.C. (il primo vincitore in tale disciplina giungeva dalla Tessaglia) e consisteva in un carro trainato da quattro mule. L'auriga stava seduta, poiché il carro disponeva di un apposito sedile. Mentre la quadriga derivava il proprio prestigio dall'arte bellica, il carro trainato da muli approdava nelle discipline olimpiche provenendo da un contesto molto più umile: i mezzi trainati dai muli infatti servivano ai Greci per trasportare merce da un luogo ad un altro.
Si sostiene che la corsa dei muli sia stata introdotta per volere di qualche tiranno o qualche personaggio influente della Magna Grecia o della Sicilia, infatti i Greci d'Occidente erano noti per i loro allevamenti di muli, e ciò risulta evidente dal fatto che, a parte il primo vincitore tessalo, tutti i restanti trionfatori noti di questa disciplina provengono dall'Occidente greco: dal tiranno di Reghion (Reggio Calabria), Anassila (che si rivelò nemico dei Dinomenidi di Siracusa), che la vinse nel 480 a.C., al corsiero Psaumida di Camarina, vittorioso nel 456 a.C. (Camarina nacque come subcolonia dei Siracusani ma fu ceduta a Gela al principio del V secolo a.C. a seguito di un armistizio).
Dopo il reggino Anassila, trionfò il siracusano Agesia, nell'81ª Olimpiade; anno 468 a.C. (la medesima Olimpiade che vide trionfare Ierone per l'ultima volta). La sua auriga si chiamava Finti. Pindaro dedica ad Agesia la sua sesta opera olimpica, e rende noto che egli era un generale di Ierone ed anche un suo amico e indovino; Agesia infatti, come precedentemente accennato, proveniva dagli Iamidi (che Pindaro definisce co-fondatori di Siracusa). Gli Olimpi lo vollero ministro (sacerdote) dell'oracolo nel loro tempio di Zeus. Agesia morì appena dopo la scomparsa di Ierone I, travolto dalle lotte per la successione al trono di Siracusa.
che inno dei suoi cittadini potrebbe tal uomo evitare?»
(Pindaro, Olimpica VI: Ad Agesia, vv. 5-8.)
(Pindaro, Olimpica VI: Ad Agesia, vv. 22-24.)
La gara del carro trainato da mule fu presto abolita da Olimpia (nel 444 a.C.); secondo la versione ufficiale ciò avvenne perché nell'Elide, a causa di un'antica maledizione, era vietato allevare i muli o le mule. Ma secondo Pausania, la verità era che gli Elei abolirono questa corsa perché non di loro gradimento. Dovevano considerare un qualcosa di innaturale far correre delle mule, poiché questo animale era visto dai Greci continentali esclusivamente come un sostegno per il trasporto e la forza, non un animale per gare di velocità.

#### Curiosità sopra le corse ippiche d'Olimpia
- Siracusa è stata una delle sole sei città di tutto l'Occidente greco a vincere nelle gare ippiche delle Olimpiadi; le altre cinque sono state: Gela, Agrigento, Reggio, Camarina e Imera.
- Ierone I è stato il solo greco d'Occidente a trionfare per più di una volta alla corsa con il cavallo montato.
- Ierone I risulta nelle liste olimpiche come il vincitore ippico più prolifico (3 o più vittorie olimpiche equestri consecutive) per il V secolo a.C., insieme a Evagora di Sparta (3 vittorie consecutive con la quadriga di cavalli) e Cimone di Atene (3 vittorie consecutive con la quadriga di cavalli),[N 12] per il VI secolo a.C., e all'imperatore romano Nerone, che trionfò tra la fine del I secolo a.C. e l'inizio del I secolo d.C. (3 vittorie consecutive tra quadriga di cavalli e puledri)
- Siracusa risulta essere una delle sole 6 città olimpiche e nazioni olimpiche il cui nome compare nella lista dei vincitori ippici in molteplici discipline, andando così a comporre la seguente tabella olimpica:

| Luogo olimpico | Disciplina ippica                                                                           | Pluricampioni                                   |
| -------------- | ------------------------------------------------------------------------------------------- | ----------------------------------------------- |
| Siracusa       | Cavallo montato, carro di mule, quadriga di cavalli                                         | Ierone I                                        |
| Atene          | Cavallo montato, biga di cavalli, quadriga di cavalli                                       | Cimone Coalemo e Callia II                      |
| Roma           | Cavallo montato, quadriga di cavalli, quadriga di puledri                                   | Tiberio Claudio Nerone e Gneo della gens Marcia |
| Tessaglia      | Cavallo montato, biga di cavalli, carro di mule, quadriga di cavalli                        | Nessun pluricampione                            |
| Macedonia      | Cavallo montato, biga di puledri, biga di cavalli, quadriga di cavalli, quadriga di puledri | Filippo II e Bilistiche                         |
| Elide          | Cavallo montato, biga di puledri, biga di cavalli, quadriga di cavalli, quadriga di puledri | Troilo e Ellanico                               |

### Le vittorie olimpiche nella corsa

#### Stadio, diaulo e oplitodromia

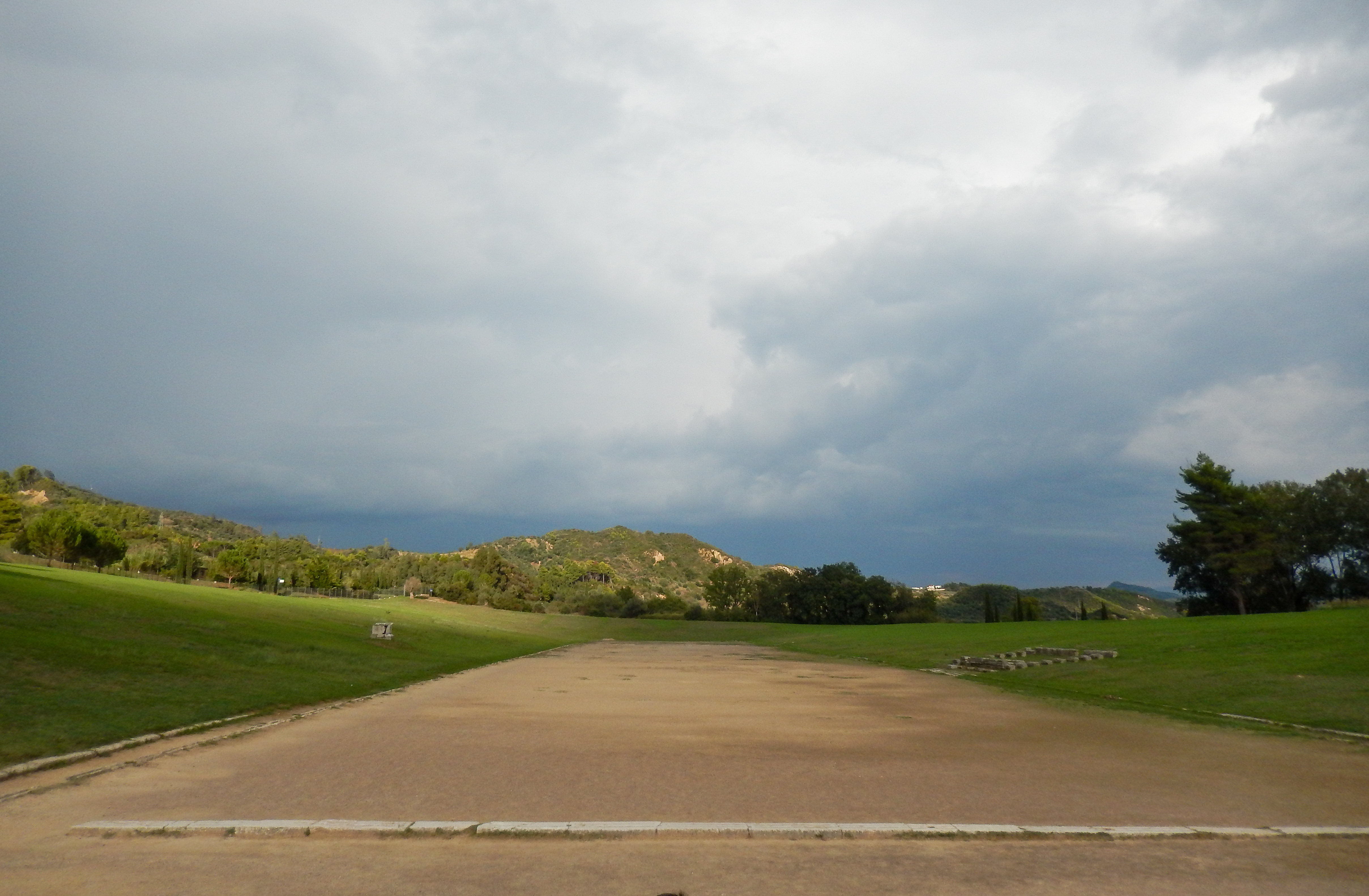
Lo stadio di Olimpia, dove si disputavano la maggior parte dei sacri agoni

Lo stadio è stato il primo agone di Olimpia; la gara più antica storicamente attestata (776 a.C.).
L'agone consisteva in una corsa di 192.27 metri. Gli atleti si avviano alla partenza posizionandosi tutti dietro una lastra di pietra detta halbis; tutt'oggi visibile nello stadio olimpico più antico al mondo. La posizione di partenza veniva sorteggiata: il nome dell'atleta veniva posto all'interno di un'urna argentata.
Il primo vincitore noto siracusano nello stadio è il discusso Astilo; discusso perché egli iniziò a vincere nel 488 a.C. con Crotone, ma dopo la sua prima Olimpiade (che coincide anche con l'ultimo agone olimpico vinto dai Crotoniati) egli si proclamò siracusano per le restanti gare della sua vita atletica (dal 484 a.C. al 480 a.C.);
Dopo Astilo, nella disciplina dello stadio, fu la volta del siracusano Hyperbios, di cui non sono giunti dettagli biografici. Segue Dikon (o Dicone), figlio di Kallimbrotos, la cui storia personale merita particolare attenzione: egli, che è l'atleta più vittorioso di Siracusa (ben 14 vittorie nei giochi panellenici, delle quali però solo 2 sono olimpiche) fu nativo di Kaulon; città fondata da Tifone di Aigio e colonia degli Achei. Kaulon, avendo stretti rapporti con l'altra nota città achea della Calabria, Crotone (che all'epoca era in conflitto con Siracusa), ed essendo vicinissima a Locri Epizefiri, sito alleato dei Siracusani, rientrò nell'area di influenza del tiranno Dionisio I, il quale decise di conquistarla (nell'ambito delle guerre italiote) e deportarne tutti gli abitanti sopravvissuti a Siracusa. Per cui Dikon, nato come abitante di Kaulon, e dopo aver vinto nella categoria fanciulli un'Olimpiade, fu trasferito insieme ai suoi concittadini nella patria dei Dionisii e qui, divenuto adulto, partecipò e vinse ad altre due Olimpiadi come cittadino, a tutti gli effetti, di Siracusa.

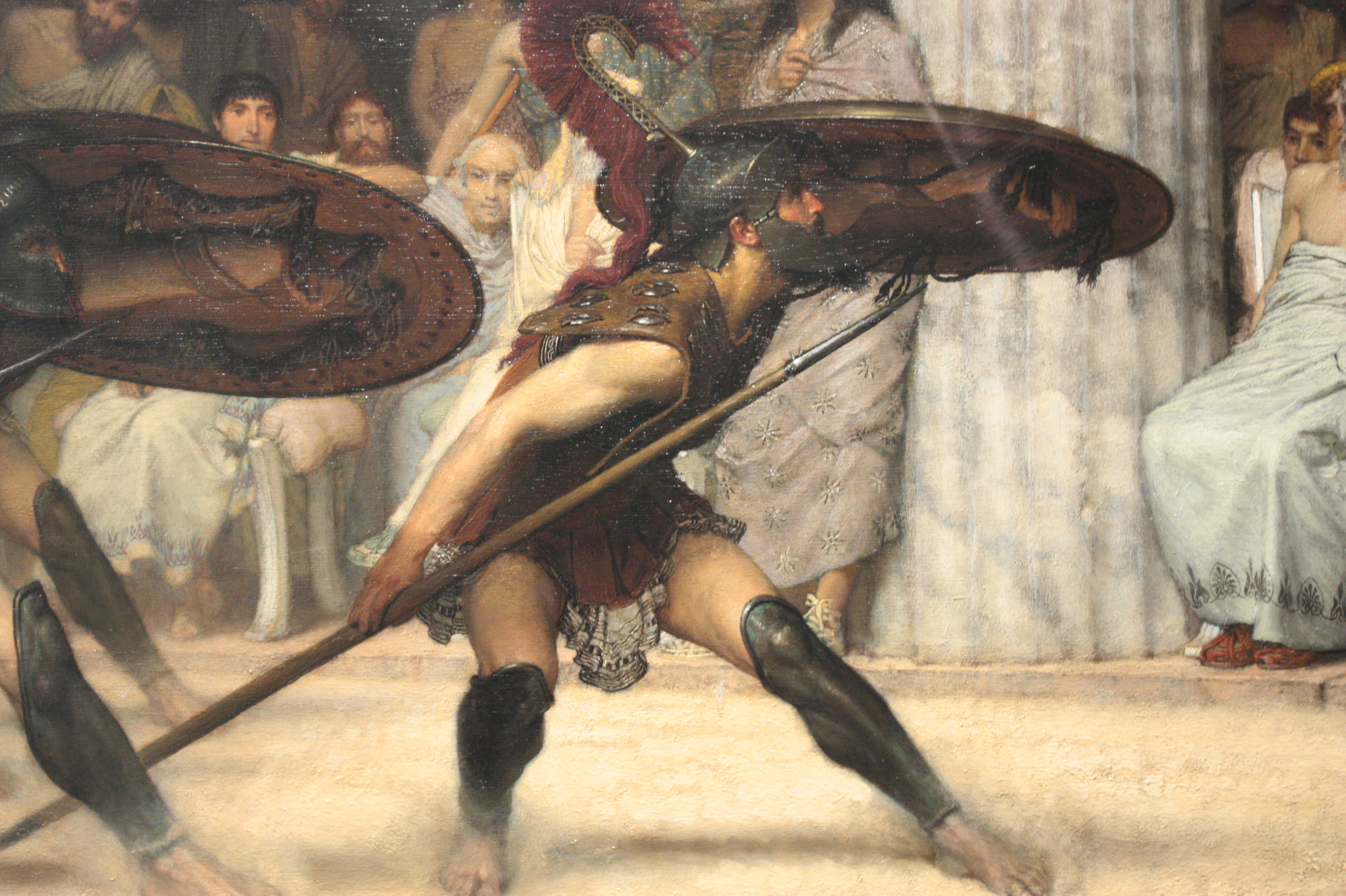
A differenza delle altre gare di corsa, dove gli atleti gareggiavano nudi, nell'Oplitodromia essi erano obbligati a indossare gli schinieri in bronzo per le gambe; l'elmo e lo scudo

Dikon, esempio della vasta metropoli siracusana, segna l'ultimo vincitore olimpico della Siracusa d'epoca classica (382 a.C.). Dopo di lui segue un vuoto olimpico di quasi due secoli (fino al 220 a.C.) e ciò è dovuto al mutamento della situazione socio-politica nella capitale aretusea. Gli ultimi due campioni siracusani sono due velocisti: Zopyros e Ortone (di entrambi è giunto solo il nome e la nazionalità; senza ulteriori notizie).
Del gruppo sopra descritto, Astilo e Dikon vinsero anche il diaulo, la cui disciplina consisteva in un doppio stadio: 384,5 metri.
Nell'oplitodromia, ai due atleti sopracitati (ma Dikon ai giochi pitici), si aggiunge anche il siracusano [Zop]yros (da non confondere con il Zopyros atleta che trionfò nel 220 a.C.), che la vinse già nel 476 a.C.
Con l'oplitodromia, inaugurata nel 520 a.C., per la prima volta venivano ammesse nei sacri agoni le armi, che fino ad allora erano state severamente proibite. L'oplitodromia fu una corsa voluta soprattutto da Sparta, per esaltare la tradizione militare greca (ma proprio in questa disciplina Sparta vinse solo una volta). Secondo la leggenda invece la corsa degli opliti nacque per rendere onore ad un oplite messaggero che aveva corso dalla polis di Dime fino all'Elide per portare agli Elei la notizia della vittoria in guerra.
Gli atleti in questa particolare gara dovevano indossare il tipico armamento bellico. I 25 scudi di bronzo, per assicurare che vi fosse assoluta parità di peso metallico tra gli atleti, erano tutti uguali e venivano custoditi ad Olimpia.
| Atleta    | Stadio | Diaulo | Oplite | Olimpiade | Anno               |
| --------- | ------ | ------ | ------ | --------- | ------------------ |
| Astilo    | 2      | 2      | 1      | 74ª, 75ª  | 484 a.C., 480 a.C. |
| [Zop]yros |        |        | 1      | 76ª       | 476 a.C.           |
| Hyperbios | 1      |        |        | 90ª       | 420 a.C.           |
| Dicone    | 1      | 1      |        | 99ª       | 384 a.C.           |
| Zopyros   | 1      |        |        | 140ª      | 220 a.C.           |
| Ortone    | 1      |        |        | 158ª      | 148 a.C.           |

#### Curiosità sopra l'oplitodromia
- Gli atleti di Siracusa furono i soli Greci d'Occidente a vincere in questa disciplina.
- Sono comunque molto poche le poleis di tutto l'Ellade che annoverano campioni olimpionici nell'oplitodromia (17 poleis in tutto). Come luogo olimpico doppiamente vincitore, insieme a Siracusa, risultano solo Erea, Pelinna, Magnesia al Meandro, Rodi, Xanto, Efeso e l'Elide.

## Eventi significativi ai giochi

### La finale tra Creugante e Damosseno

#### Ai giochi nemei (dal 573 a.C.)
Pausania, nella sua Periegesi della Grecia, narra la finale di pancrazio svoltasi durante i giochi nemei; tali giochi prendevano il nome dalla città di Nemea, si svolgevano ogni due anni ed erano anch'essi dedicati a Zeus. Non si conosce l'anno esatto della finale narrata da Pausania, ma essa è ricca di particolari per l'eccezionalità e la conclusione tragica dell'evento: i due lottatori, Creugante di Epidamno e Damosseno di Siracusa, erano riusciti a giungere all'incontro decisivo per designare un vincitore in tale disciplina. Tuttavia le loro forze si eguagliavano e, poiché nel pancrazio non esisteva alcuna regola che limitava il tempo per un combattimento, il loro duro incontro andò avanti tutto il giorno.
Giunta la sera, i due ancora combattevano. Si decise allora, di comune accordo con i due agonisti, di permettere che fosse un sol colpo a stabilire il vincitore: il primo che avesse colpito l'altro avrebbe vinto e l'incontro sarebbe finalmente giunto al termine. Fu Creugante che riuscì a colpire per primo il suo avversario: Damosseno ricevette un fortissimo colpo alla testa e tutti credevano che l'incontro fosse finito, ma il siracusano non rispettò il patto appena concluso e non volle arrendersi; decise quindi di contrattaccare, e approfittando del fianco scoperto di Creugante, il quale aveva ancora il braccio alzato sopra la propria testa: tese la mano e colpì il greco di Epidamno con estrema violenza, tale da trafiggergli il fianco con la mano nuda e tirarne fuori le viscere. Creugante morì subito dopo. Gli Argivi, indignati con il siracusano che non si era voluto fermare, violando così l'accordo e uccidendo il suo avversario, dichiararono vincitore il defunto Creugante ed esiliarono Damosseno.

### Il primo oriundo nella storia dello sport
Astilo fu l'ultimo vincitore olimpico della polis di Crotone (488 a.C.). Le sue vittorie iniziarono come atleta crotoniate, ma fu con Siracusa che ottenne i suoi più numerosi successi, formando un palmarès olimpico che nella propria categoria rimarrà ineguagliato. Negli antichi giochi vi furono altri casi di atleti che si fecero proclamare vincitori di città differenti dalle quali essi provenivano, e furono puniti per questo. Ma Astilo fu l'unico, in tutta la storia olimpica, a farsi proclamare per ben due volte come appartenente ad un'altra realtà geografica: egli, disse, era siracusano. Perciò nel suo caso si parla di naturalizzazione.

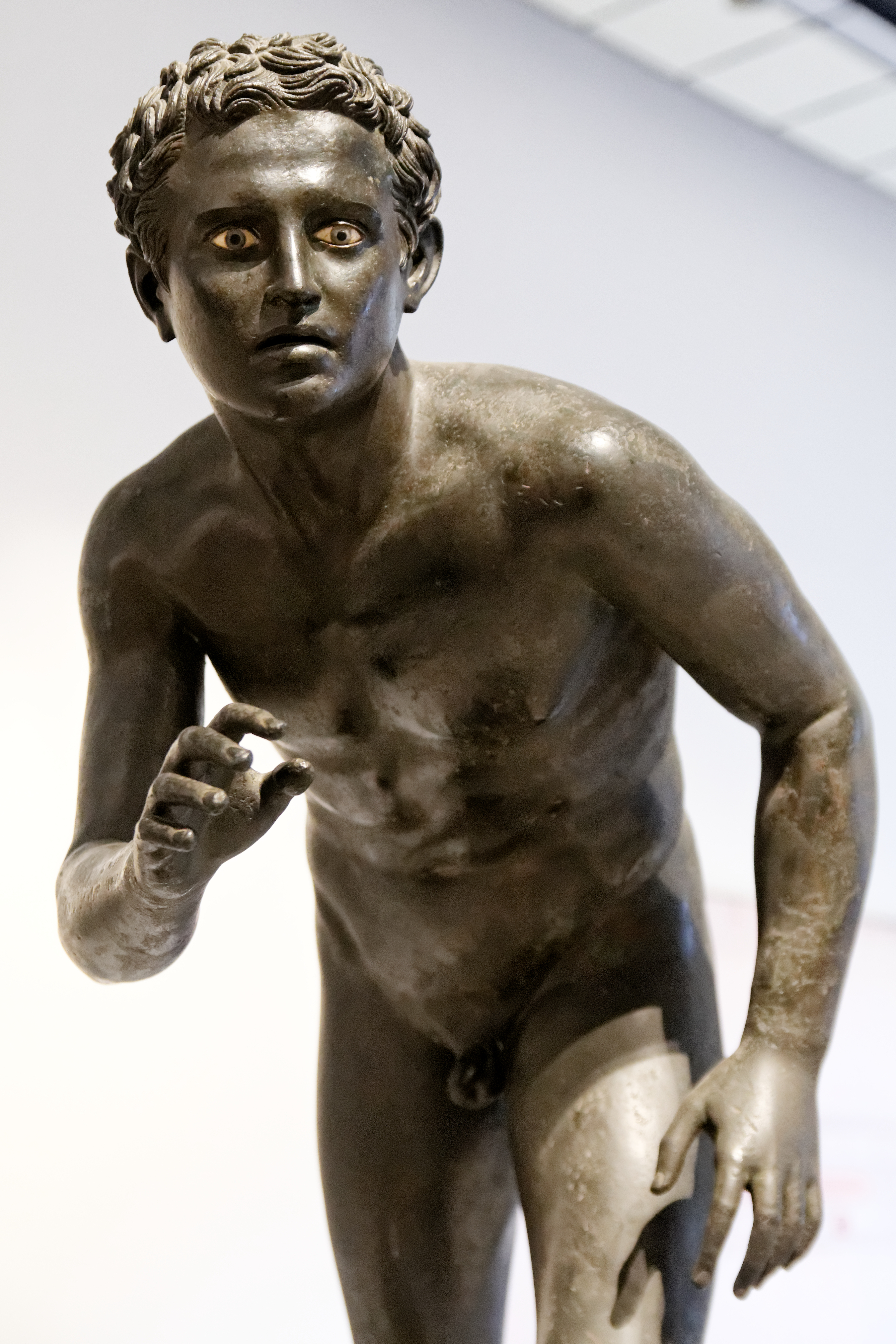
Statua di bronzo proveniente da Ercolano raffigurante un corridore dell'antichità. Astilo fu il corridore più titolato dell'antico Occidente

Per comprendere meglio la storia del crotoniate Astilo e cercare di cogliere il reale motivo che lo spinse ad una scelta discussa come questa (va considerato che Astilo pagò un prezzo altissimo per questo suo cambio: non solo la sua città, ma persino la sua famiglia lo rinnegò; i crotoniati distrussero le sue immagini e la sua casa fu trasformata in una prigione) è bene analizzare brevemente il percorso olimpico e sociale della sua iniziale patria, Crotone, e il rapporto che questa ebbe con Siracusa; successiva patria del crotoniate.
La polis magnogreca divenne famosa per i suoi atleti, i quali conseguirono numerose vittorie ai giochi panellenici; arrivando persino a far coniare dei proverbi ad hoc per la polis. La sua partecipazione può definirsi particolare, in quanto è stata caratterizzata, in base ai dati pervenutici, da un trionfo che non si è protratto nei secoli (concentrato esclusivamente nel VI secolo a.C.; eccezion fatta per le ultime tre vittorie conseguite nel primo decennio del V secolo a.C.) e dalla concentrazione di vittorie solamente in determinate discipline: la corsa (11 vittorie nello stadio e 1 al diaulo) e il combattimento (7 nella lotta greca e 1 al pugilato). Dunque lottatori tradizionali (non pancraziasti) e velocisti; categoria della quale faceva parte lo stesso Astilo. E inoltre, partecipazione caratterizzata dalla presenza di un pluricampione che è divenuto leggendario: Milone; autore di ben 33 delle 50 vittorie crotoniate ai giochi panellenici, e autore di 7 delle 21 vittorie olimpiche. La stessa attitudine si riscontra anche nei restanti giochi panellenici (vinti tutti da Milone nella lotta classica, eccetto gli ultimi due, pitici, vinti da Faillo nel pentathlon).
Constatato ciò, analizzato il quadro generale del profilo atletico crotoniate, si deve analizzare quello sociale; ben più delicato: Crotone nacque come fondazione degli Achei, sotto l'influsso di Sibari (sua importante vicina calabra). Nel VI secolo a.C. la polis magnogreca uscì sconfitta dalla battaglia della Sagra; conflitto voluto dagli stessi Crotoniati nel tentativo di espandersi verso sud. Entrò quindi in contrasto sia con Locri sia con Reghion. Nonostante la pesante sconfitta, la città continuò ad ottenere successi ai giochi panellenici. Nel frattempo era già giunto a Crotone il celebre filosofo Pitagora (data del suo arrivo nella polis: 530 a.C. circa). Con lui come guida, i Crotoniati ripresero una politica espansionistica e come prima mossa si rivoltarono contro Sibari (che fino ad allora era stata una loro alleata). La distrussero completamente (l'esercito crotoniate era guidato dall'atleta Milone). Crotone visse a quel tempo il suo momento di massimo splendore: fu capitale dei pitagorici; la sua egemonia sull'Italia sembrava non avere ostacoli.
Pitagora è ritenuto l'accanito fautore della dieta alimentare degli atleti Crotoniati. La colpa della distruzione di Sibari ricadde su Pitagora, influendo negativamente sulla sua reputazione. Tra i pitagorici e i Siracusani non vi erano buoni rapporti
Tuttavia è nei fatidici primi anni del V secolo a.C. che la situazione mutò drasticamente per i Crotoniati: sul panorama egemonico si affacciò una nuova potenza occidentale: Siracusa. La città siceliota era da pochissimo divenuta sede di una potente tirannide (i Dinomenidi, dal 485 a.C.) che fece subito parlare di sé (il diniego militare servito a Sparta e ad Atene contro Serse; la sconfitta dei Cartaginesi ad Imera; l'annullamento dell'espansionismo reggino) e si fece protettrice dei sopravvissuti di Sibari e della città di Locri (minacciata sia dai Crotoniati che dai Reggini).
Risulta evidente che Siracusa e Crotone fossero schierate su due fronti opposti. Un tempo, forse, vi doveva essere stata armonia tra le due poleis, se lo storico siracusano Antioco asserisce che i loro due fondatori, Archia e Miscello, viaggiarono insieme e si recarono insieme dall'oracolo apollineo, ma non più negli anni di Astilo.
La decadenza di Crotone incominciò seriamente dopo la cacciata di Pitagora e la persecuzione dei suoi allievi (avvenuta nel primo decennio del V secolo a.C.). I Crotoniati ricevettero pesanti accuse: l'accusa più grave fu quella di aver tentato di istituire nella propria città dei giochi nello stesso identico periodo delle Olimpiadi, con l'intenzione di voler sottrarre la grecità dell'Occidente a Olimpia e a Zeus; nume dei giochi sacri. Un'accusa gravissima, la cui fonte, però, è probabilmente di matrice pitagorica; vendicativa (i pitagorici erano adirati con i Crotoniati che li avevano cacciati). In tutto ciò, Crotone dovette fare i conti con una sempre più crescente egemonia di Siracusa nella sua regione geografica (che alla fine avrebbe portato, tempo dopo questi avvenimenti olimpici, all'occupazione siracusana della città stessa).
Esplorato sia il contesto atletico che quello sociale nel quale crebbe Astilo, si possono avanzare precise motivazioni sulla sua naturalizzazione a cittadino siracusano, e nel frattempo se ne possono scartare decisamente altre:
- Astilo può essere considerato come colui che aprì l'era del professionismo agonistico;[53] ovvero non contava più la patria d'origine e la gloria da far ricadere su di essa, bensì la carriera agonistica; professionale dell'atleta. Crotone aveva dei buoni velocisti (se si esclude la lotta, le cui vittorie vanno tutte al solo Milone, è nella corsa che si distinguono gli atleti Crotoniati) e Siracusa scelse uno di essi.[54] Astilo accettò attirato dalla fama della città siceliota (il nome di Siracusa era già abbastanza noto nell'Ellade di quel tempo[N 18]), o magari volle andar via perché aveva intravisto la decadenza della sua polis.[55]
- Diversamente, altri sostengono che Astilo si disse Siracusano per pure questioni ideologiche; politiche. Vi è anche chi ha avanzato l'ipotesi che Astilo fosse divenuto cittadino di Siracusa durante la rifondazione avvenuta sotto Gelone (i Dinomenidi condussero nella polis di Aretusa, oltre la loro corte, anche molta gente nuova).[56] Le dichiarazioni olimpiche di Astilo avvennero nei delicati anni post-sibariti, e negli anni del fermento tra Greci e Cartaginesi: Crotone, appoggiando Reggio[57], poteva dirsi filo-punica e anti-siracusana;[N 19] affiliazione che non piacque nell'Ellade.[58] Astilo quindi, essendo vicino ai Dinomenidi,[59] avrebbe preferito cambiare patria.[60]
- Infine è alquanto improbabile che Astilo sia stato corrotto esclusivamente dal denaro di Siracusa. Astilo in quanto atleta era ricco e benestante,[61] non aveva quindi la necessità di altro denaro e non si sarebbe venduto, o lasciato corrompere, solo dalla ricchezza di una città, che per giunta era la nemica più pericolosa della sua patria d'origine.[61]

### La partecipazione di Dionisio I e il pubblico affronto
I fatti si svolsero durante la manifestazione olimpica del 388 a.C. (tale data è ritenuta corretta dalla gran parte degli studiosi). A quel tempo Siracusa era governata dal tiranno Dionisio, il quale aveva pochi anni prima - su invito stesso degli Ateniesi guidati da Conone - siglato un'alleanza con la polis attica; conseguenza di un primo approccio di riavvicinamento da parte di Atene, verificatosi già nel 393 a.C., dove gli Attici cercavano di ricucire i rapporti con Siracusa dopo i catastrofici eventi della guerra peloponnesiaca (Atene aveva cercato invano di distruggere e conquistare Siracusa), conferendo onori a Dionisio (salito al trono della polis siceliota nel 405 a.C.) e alla sua famiglia. Tuttavia nel 389 a.C. erano sorte nuove tensioni tra Atene e Siracusa a causa dell'entrata in guerra di quest'ultima al fianco di Sparta nella guerra di Corinto.
Ciò che accadde si data al 388 a.C. perché Diodoro Siculo indica tale anno (ed egli trae la sua fonte da Timeo di Tauromenio; generalmente molto affidabile sul calcolo olimpico).
Alcuni però collocano l'episodio all'Olimpiade successiva: la 99ª, svoltasi nel 384 a.C., e sostengono che dalle parole di Lisia si intravede già un'alleanza tra la Persia e Siracusa; cosa che accadrà solamente nel 387 a.C.
Le frasi pronunciate da Lisia durante il suo attacco a Dionisio, rivelano la grave situazione creatasi con la guerra di Corinto: l'ateniese afferma che mentre si stanno tenendo i sacri agoni là fuori «l'Ellade è in preda alle fiamme» e vi è un conflitto bellico tra greci estenuante, che sta minando la loro solidità come ethnos.
Gli studiosi moderni dibattono se si trattasse della fase acuta di tale guerra o se si trattasse piuttosto delle conseguenze che il conflitto bellico lasciò addosso alle poleis dell'Ellade e del legame pericoloso venutosi a creare tra Siracusani e Persiani, tenuti insieme da Sparta. Solide argomentazioni tendono però a far prevalere il 388 a.C. come l'anno esatto dell'accadimento olimpico in questione.
Il contesto storico che fa da sfondo all'affronto che i Siracusani subirono alle Olimpiadi è fondamentale, dato che l'attacco di colui che inimicò loro il pubblico olimpico, Lisia, fu politico e non sportivo.
Dionisio, probabilmente volendo imitare i successi olimpici dei precedenti tiranni di Siracusa, si iscrisse anch'egli ai giochi olimpici, mandando ad Olimpia una delegazione di Siracusani capitanata da suo fratello Tearide. Costoro recarono nella sede dei sacri agoni i teori (ϑεωροί: ambasciatori sacri, addetti ai sacrifici solenni nel tempio). Inoltre fecero il loro ingresso numerose quadrighe di cavalli appartenenti a Dionisio. Il tiranno spedì ad Olimpia anche i suoi rapsodi (cantori di poemi omerici e poesie) dalla bellissima voce, per far decantare in pubblico i suoi versi.

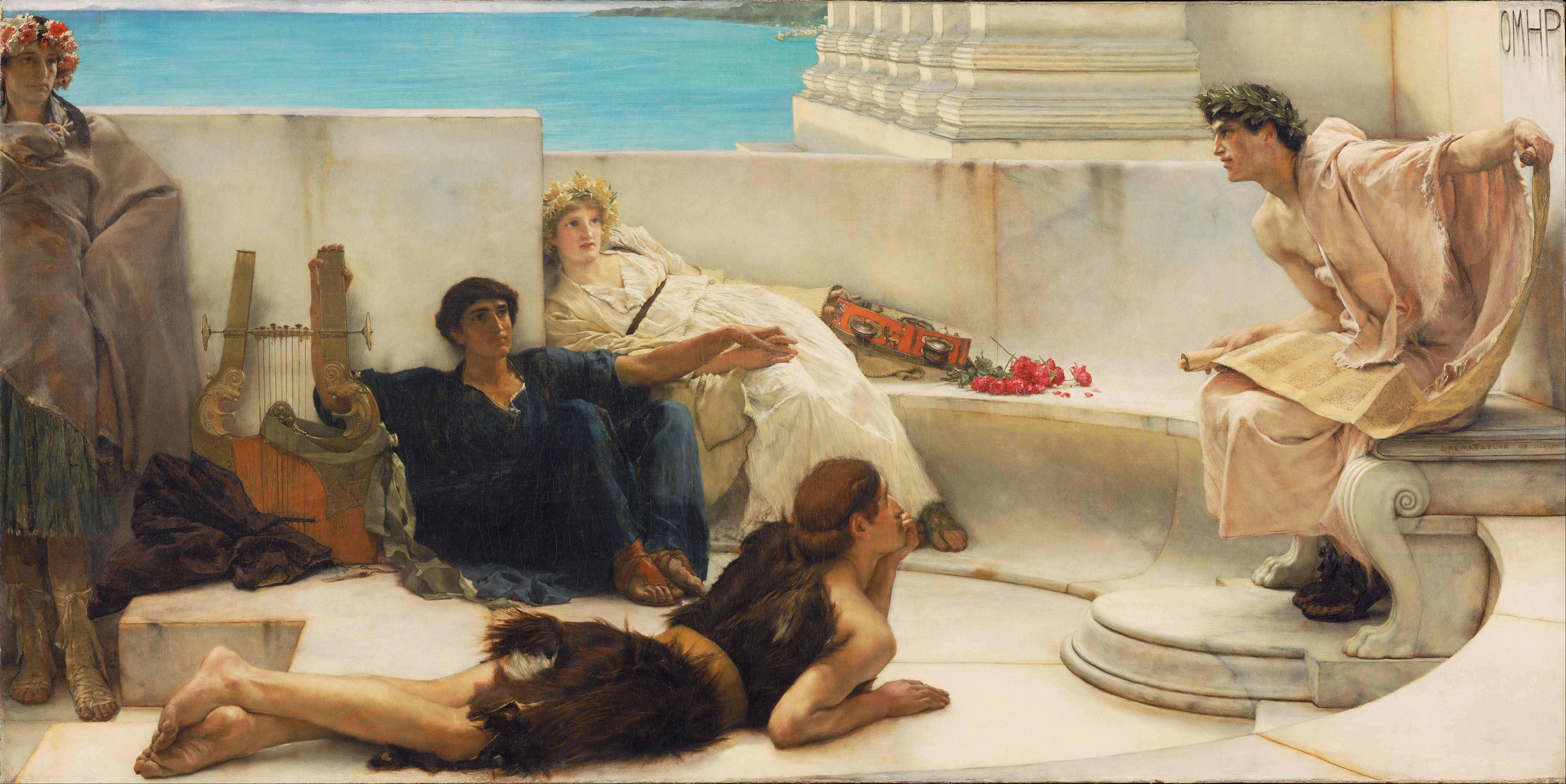
Rapsodi decantano i poemi di Omero; il primo rapsodo omerico di Siracusa fu Cineto dell'isola di Chio (la più antica patria dei rapsodi), autore dell'Inno ad Apollo, che vinse l'agone teatrale siracusano nel VI secolo a.C. (opera di Lawrence Alma-Tadema)

La delegazione dei Siracusani, che a quanto pare non era stata accettata nei classici alloggi pubblici destinati agli influenti ospiti stranieri, che giungevano per assistere e partecipare agli agoni olimpici (come il Pritaneo), aveva optato per trovare sistemazione in eleganti tende, lussuosamente ornate e allestite nella sede dei giochi. Tanta ricchezza attirò fin da subito l'attenzione del pubblico olimpico.
Da questo punto in avanti le antiche fonti si dividono in due versioni leggermente differenti, ma entrambe inquadrabili nel medesimo clima anti-dionisiano. La prima di queste versioni, la più importante, è quella che si riferisce al discorso incitatorio di Lisia:
(Lisia, Olymp. XXXIII, 5.)
Di queste parole si compone l'apertura dell'orazione di Lisia, intitolata l'Olimpico. L'ateniese esternò la sua opera davanti alla folla olimpica con il preciso scopo di mettere in cattiva luce Dionisio I, il suo potere e tutto ciò che rappresentava. Non solamente, Lisia biasimò anche gli Spartani, colpevoli di essere accondiscendenti sia con i Siracusani sia con i Persiani.
L'accostamento alla Persia era lampante, per cui Lisia ne approfittò per sollevare l'indignazione della moltitudine di persone verso lo sfarzo mostrato dai Siracusani: i loro ambasciatori sacri non dovevano essere accolti; le loro tende erano troppo lussuose (fatte di oro e porpora), così come gli oggetti che li circondavano. Quel lusso che la Grecia aveva il dovere morale di rifiutare. Lisia incitò quindi ad andare dalla delegazione siracusana e distruggere tutte le loro cose. Fu fatto.
Secondo la versione di Diodoro Siculo invece la distruzione pubblica degli averi dei Siracusani non ha nulla a che vedere con il discorso di Lisia: lo storico di Agira afferma infatti che l'ateniese si limitò solamente a cercare di impedire l'entrata agli ambasciatori sacri; colpevoli di far parte dell'«empissima tirannide». Solo dopo prese la parola tra la folla e iniziò il suo Olimpico contro tiranni e persiani. Ma la lacerazione delle tende e gli insulti alla delegazione siracusana avrebbero per Diodoro un'altra origine:
I rapsodi del tiranno iniziarono a decantare i suoi versi. La loro voce intonata attirò verso le tende una gran folla, ma non appena la gente si rese conto di quanto le parole - che aveva scritto Dionisio - fossero sgraziate, iniziò a deridere la delegazione siracusana e per oltraggio ne lacerò le tende.
Appare ad ogni modo evidente che in entrambi gli episodi il protagonista assoluto del disprezzo dei Greci sia il siracusano Dionisio. I versi dei rapsodi fungono da banale scusa per ferire il tiranno.

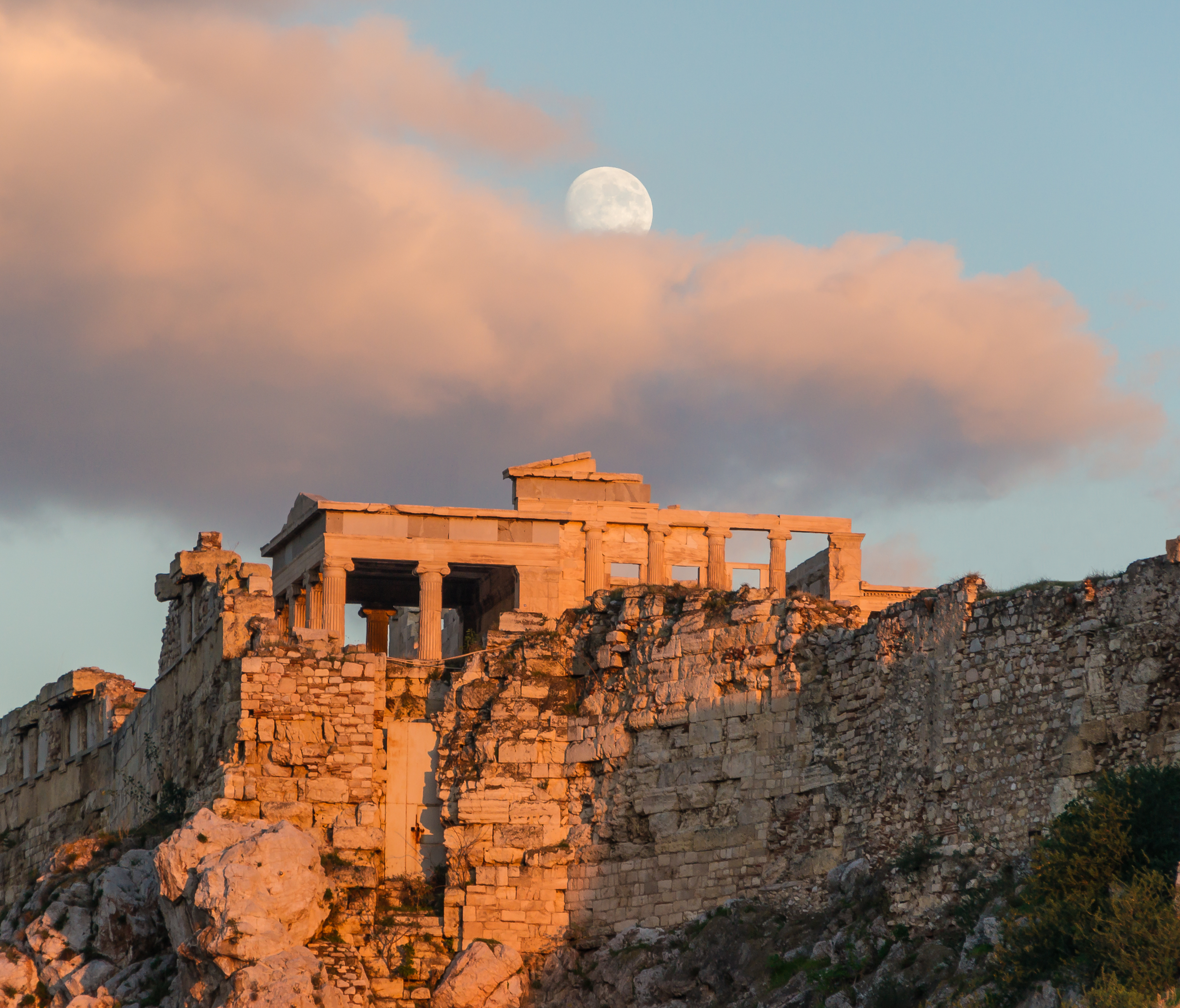
Dietro lo smacco della 98ª Olimpiade c'era Atene: la polis attica aveva colto l'occasione dell'importante evento panellenico per dare un avvertimento a Sparta e per vendicarsi di Siracusa; la polis che le aveva bloccato l'avanzata in Occidente e rifiutava la sua alleanza (nell'immagine l'acropoli di Atene)

Conclude Diodoro dicendo che le numerose quadrighe di Dionisio finirono per urtarsi tra loro nella corsa ippica e altre finirono fuori pista. E la delegazione siracusana, di ritorno da Olimpia, fu travolta in mare da una violenta tempesta che la sorprese quando era giunta a Taranto. Asserisce Diodoro che i marinai siracusani sopravvissuti al naufragio, una volta approdati a Siracusa, dissero in giro per la Pentapoli che la colpa di tutto quello che gli era capitato era da attribuire ai cattivi versi di Dionisio.
C'era molta ostilità in quel periodo nei confronti del nuovo potere siracusano. Non fu soltanto Lisia ad osteggiare Dionisio; anche gli ateniesi Aristofane (nel Pluto) e Isocrate (nel Panegirico) gli dedicarono orazioni feroci. Come informa Eforo di Cuma, tra la gente egea si diceva che i Siracusani avessero stretto un patto con il sovrano persiano Artaserse non per aiutare gli Spartani, ma per distruggere la Grecia e poi dividersela, loro soli, con la Persia. In verità, nonostante Siracusa abbia sempre avuto in un modo o nell'altro rapporti e contatti con la Persia, l'idea di farla diventare con il Re dei Re l'assalitrice della Grecia era senz'altro estranea alle reali intenzioni di Dionisio.
Ma la vicenda tra Siracusani e Ateniesi ha comunque un lieto fine. Quando infatti l'egemonia di Sparta venne meno, di fronte al crescente potere della patria di Pindaro, Tebe, gli Ateniesi ne approfittarono per avvicinarsi ai Siracusani. Dionisio, nel 368 a.C., aveva aiutato numerose volte i Greci dell'Egeo (sia militarmente sia socialmente) e non era più visto come il nemico dell'Ellade; persino Isocrate si ricredette su di lui, a convincere Dionisio a interessarsi dell'Ellade, offrendogli l'appoggio di Atene. Il filosofo ateniese in questa occasione lo definisce come: «Il primo della nostra razza e detentore della massima potenza». Atene donò una corona d'oro da mille dracme a Dionisio e a ciascuno dei suoi figli. Inoltre, diede loro la cittadinanza ateniese e il diritto di scegliersi la fratria, il demo e la tribù ateniese che più gradivano.
Atene e Siracusa suggellarono alla fine un'alleanza nella quale si impegnavano a non attaccarsi più reciprocamente e a difendersi reciprocamente. L'assemblea ateniese decretò Dionisio e i suoi discendenti alleati e amici del popolo attico per un tempo infinito: «alleati per l'eternità».

## Classifiche
Nell'esaminare le classifiche, va tenuto conto che i numeri delle vittorie possono cambiare sensibilmente da fonte a fonte, proprio perché non vi è un comune accordo fra di esse. Le classifiche sopravvissute sono parziali; ovvero non sono pervenuti fino ai nostri giorni i nomi di tutti i vincitori o delle città dalle quali essi provenivano, né tutte le date dei loro trionfi.

### Occidente greco
Le prime 10
| Posizione | Polis           | Regione geografica | N. Campioni | N. Discipline | N.Vittorie |
| --------- | --------------- | ------------------ | ----------- | ------------- | ---------- |
| 1         | Crotone         | Magna Grecia       | 12          | 4             | 50         |
| 2         | Siracusa        | Sicilia            | 9           | 7             | 29         |
| 3         | Himera          | Sicilia            | 4           | 3             | 13         |
| 4         | Naxos (Sicilia) | Sicilia            | 2           | 3             | 10         |
| 5         | Taranto         | Magna Grecia       | 5           | 5             | 9          |
| 6         | Agrigento       | Sicilia            | 5           | 5             | 8          |
| 7         | Locri Epizefiri | Magna Grecia       | 4           | 2             | 7          |
| 8         | Messina         | Sicilia            | 3           | 3             | 6          |
| 9         | Ibla            | Sicilia            | 1           | 1             | 4          |
| 10        | Thurii          | Magna Grecia       | 4           | 2             | 4          |

### Tutto l'Ellade
In totale hanno trionfato alle Olimpiadi atleti provenienti da 83 differenti città. Di seguito l'elenco delle città più vittoriose.

#### Le prime 10 città olimpiche
Olimpiadi. Le prime 10 città classificate di tutto l'Ellade dall'inizio della 1ª edizione (776 a.C.) fino all'anno della conquista romana della Grecia (146 a.C.)
| Posizione | Polis    | Regione geografica | Anno della prima vittoria | Anno dell'ultima vittoria | N. Vittorie fino all'anno 146 a.C. (Grecia conquistata dai Romani) | Immagine dall'antica città olimpica |
| --------- | -------- | ------------------ | ------------------------- | ------------------------- | ------------------------------------------------------------------ | ----------------------------------- |
| 1         | Sparta   | Peloponneso        | 720 a.C.                  | 225                       | 67                                                                 |                                     |
| 2         | Elide    | Peloponneso        | 776 a.C.                  | 153                       | 52                                                                 |                                     |
| 3         | Atene    | Attica             | 696 a.C.                  | 249                       | 34                                                                 |                                     |
| 4         | Rodi     | Dodecaneso         | 464 a.C.                  | 193                       | 25                                                                 |                                     |
| 5         | Crotone  | Magna Grecia       | 672 a.C.                  | 488 a.C.                  | 21                                                                 |                                     |
| 6         | Siracusa | Sicilia            | 648 a.C.                  | 148 a.C.                  | 15                                                                 |                                     |
| 7         | Argo     | Peloponneso        | 480 a.C.                  | 28 a.C.                   | 15                                                                 |                                     |
| 8         | Messene  | Peloponneso        | 768 a.C.                  | 44 a.C.                   | 12                                                                 |                                     |
| 9         | Megara   | Attica             | 720 a.C.                  | 172 a.C.                  | 12                                                                 |                                     |
| 10        | Cirene   | Cirenaica          | 484 a.C.                  | 189                       | 11                                                                 |                                     |

#### Le città più vittoriose del V secolo a.C.
Siracusa è stata nel V secolo a.C. una delle 4 città più vittoriose dei giochi olimpici, le quali accumularono da sole un totale di 41 vittorie su 198 gare (fu il secolo con più gare disputate in assoluto).
| Città    | N. vittorie |
| -------- | ----------- |
| Sparta   | 14          |
| Atene    | 9-10        |
| Argo     | 9           |
| Siracusa | 9           |

#### Le prime 20 città olimpiche

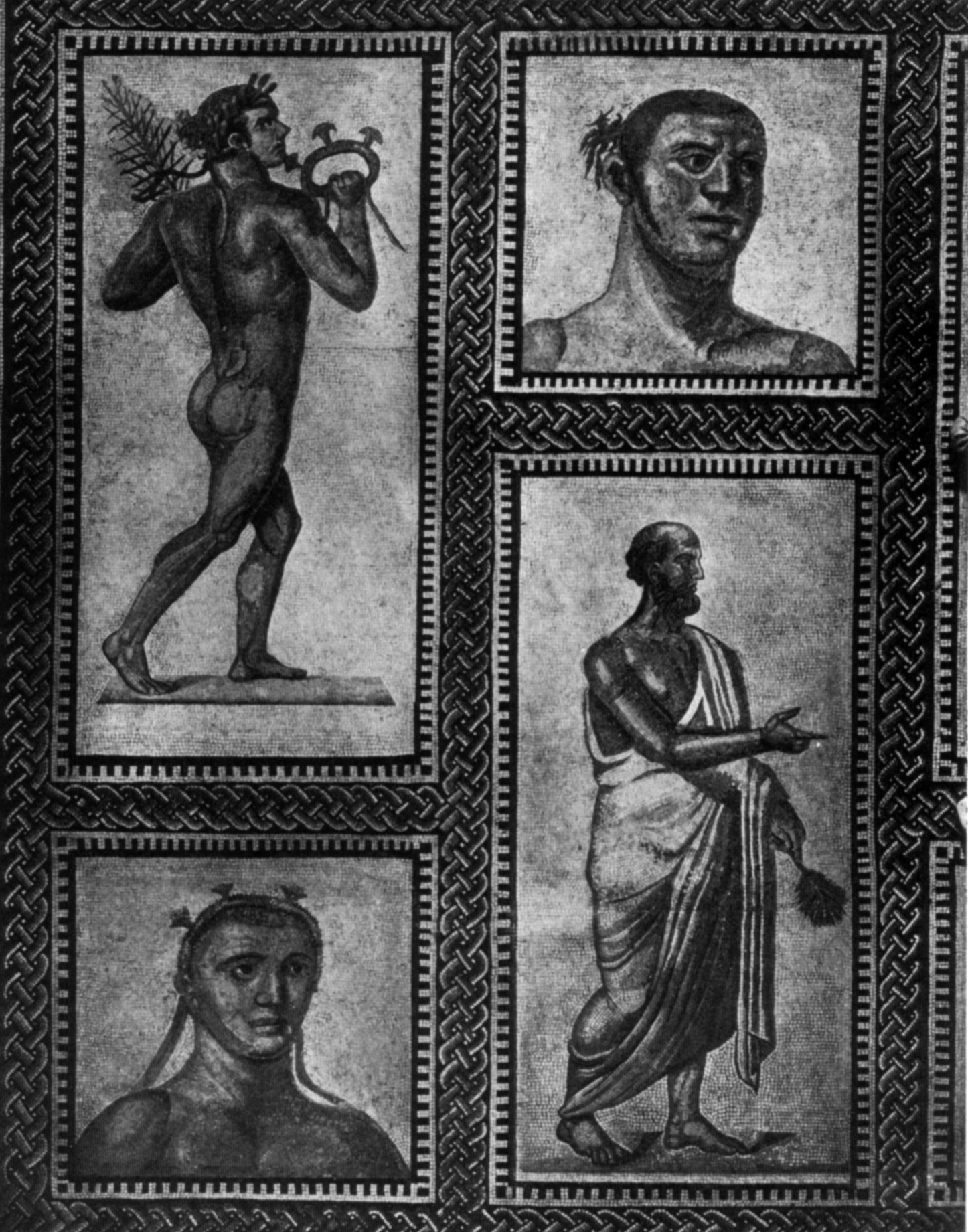
Atleti vittoriosi romani dai mosaici delle terme di Caracalla

Olimpiadi. Le prime 20 città classificate di tutto l'Ellade nell'intero ciclo olimpico. Dal 776 a.C. al 393 d.C.
Dopo la conquista romana della Grecia - avvenuta nel 146 a.C.; terzo anno del ciclo della 158ª Olimpiade, disputatasi nel 148 a.C. (che coincide con l'anno dell'ultima vittoria siracusana) - i giochi olimpici cambiarono: non vi era più la regolarità di prima; alle volte si saltavano delle edizioni. Alle volte veniva spostata la sede delle gare dal luogo sacro e storico di Olimpia alla terra dei nuovi conquistatori: Roma, o territori comunque affini alla nuova capitale, come Anzio, ad esempio, dove si svolse l'inaugurazione della 188ª Olimpiade. Ma già sotto la dittatura di Silla, come testimonia Appiano di Alessandria, dalla 175ª Olimpiade a Olimpia si svolgevano solo le gare dello Stadio, e si arrivò a un punto tale che i Romani trasferirono nella loro patria tutte le altre gare e gli atleti che le dovevano disputare:
(Appiano, Bella Civilia, 1, 99.)
Infatti la partecipazione, dapprima aperta solo a coloro di discendenza greca, fu per forza di cose allargata anche ai Romani, e ad altri popoli a loro sottomessi. Gli atleti delle città che risultano vittoriose negli ultimi secoli delle Olimpiadi sono molto spesso Romani: il loro nome è romano, la loro cultura è romana. L'ultimo vincitore di Corinto, nella 255ª Olimpiade, si chiamava Publio Asclepiade, mentre l'ultimo vincitore noto di Atene, nella 256ª Olimpiade, portava il nome di Tito Domizio Prometeo.
| Posizione | Polis                | Regione geografica | Anno della prima vittoria | Anno dell'ultima vittoria | N. Vittorie totali |
| --------- | -------------------- | ------------------ | ------------------------- | ------------------------- | ------------------ |
| 1         | Elide                | Peloponneso        | 776 a.C.                  | 153                       | 98                 |
| 2         | Sparta               | Peloponneso        | 720 a.C.                  | 225                       | 73                 |
| 3         | Alessandria d'Egitto | Egitto             | 296 a.C.                  | 269                       | 40                 |
| 4         | Atene                | Attica             | 696 a.C.                  | 249                       | 38                 |
| 5         | Rodi                 | Dodecaneso         | 464 a.C.                  | 193                       | 25                 |
| 6         | Crotone              | Magna Grecia       | 672 a.C.                  | 488 a.C.                  | 21                 |
| 7         | Mileto               | Asia Minore        | 388 a.C.                  | 225                       | 20                 |
| 8         | Argo                 | Peloponneso        | 480 a.C.                  | 28 a.C.                   | 18                 |
| 9         | Magnesia al Meandro  | Asia Minore        | 344 a.C.                  | 213                       | 16                 |
| 10        | Messene              | Peloponneso        | 768 a.C.                  | 44 a.C.                   | 15                 |
| 11        | Siracusa             | Sicilia            | 648 a.C.                  | 148 a.C.                  | 15                 |
| 12        | Cirene               | Cirenaica          | 484 a.C.                  | 189                       | 14                 |
| 13        | Megara               | Attica             | 720 a.C.                  | 172 a.C.                  | 12                 |
| 14        | Sicione              | Peloponneso        | 708 a.C.                  | 141                       | 12                 |
| 15        | Roma                 | Italia             | 72 a.C.                   | 129                       | 11                 |
| 16        | Tessaglia            | Eolia              | 524 a.C.                  | 72 a.C.                   | 10                 |
| 17        | Taranto              | Magna Grecia       | 520 a.C.                  | 336 a.C.                  | 9                  |
| 18        | Corinto              | Peloponneso        | 728 a.C.                  | 241                       | 8                  |
| 19        | Xanto                | Asia Minore        | 81                        | 89                        | 8                  |
| 20        | Corcira              | Isole Ionie        | 544 a.C.                  | 96 a.C.                   | 7                  |

## Il passaggio della torcia olimpica a Siracusa
sede dell’armistizio stipulato da uomini stanchi di guerra e di morte, ti chiede di essere clemente con chi desidera acquistare una grande vittoria. Corona tu dunque le loro teste con l’alloro selvaggio. I raggi di Febo hanno acceso la luce della sacra torcia. Ora essa si appresta a compiere un lungo viaggio per risplendere su tutti i popoli della Terra.»
(Dalla cerimonia di accensione della fiamma olimpica che odiernamente si svolge prima di dare inizio alle moderne Olimpiadi.)

L'approdo della fiaccola olimpica a Siracusa nel 1960. Viene consegnata al tedoforo Concetto Lo Bello

L'odierna Siracusa è stata scelta nel 1960 per essere il primo approdo italiano della fiaccola olimpica, che giungeva via mare dall'odierna Atene, dopo avere attraversato Corinto e aver preso vita ad Olimpia; tramite la cerimonia d'accensione del fuoco sacro. La fiaccola era diretta a Roma per dare l'avvio alla 17ª edizione delle Olimpiadi moderne. Nelle motivazioni che indussero gli organizzatori dei giochi a far fermare la fiaccola olimpica prima a Siracusa, per poi da lì farle proseguire il suo viaggio, fu detto che ciò avrebbe consentito di «rispettare lo spirito olimpico e caratterizzare, con il congiungimento dei due poli della civiltà classica, l’edizione romana dei Giochi». Da Atene a Siracusa. La città siciliana quindi si ricongiungeva alla Grecia, ricordando con questo passaggio il suo passato, il suo ruolo e la sua partecipazione alla manifestazione più antica e importante della storia agonistica.
Nel 2006 approdò a Siracusa nuovamente la fiaccola olimpica; stavolta si è trattato del fuoco per la 20ª edizione delle Olimpiadi invernali svoltesi a Torino. Anche in questo caso, tra le motivazioni che hanno indotto a scegliere ancora Siracusa come prima tappa per questo importante passaggio simbolico, va annoverato il suo passato fortemente greco e agonistico.

### Esplicative
1. ↑  Aretusa, la figura più significativa di Siracusa, quando incontra la dea della terra, Demetra, e deve avvisarla che il dio Plutone proprio da Siracusa ha aperto un varco per l'Ade (nelle acque della fonte Ciane) scomparendovi con Persefone (figlia di Demetra e signora della primavera), proclama le sue origini elee ma sottolinea come la Sicilia sia ormai la sua casa (Ovidio, Metamorfosi, V, 487-497):

«Non supplico per la mia patria: qui venni ospite. Sono nata nell’Elide e la mia patria è Pisa; abito la Sicilia da straniera, ma mi è più cara di qualunque altra terra; qui adesso io, Aretusa, ho i miei penati e la mia casa: tu salvala, benigna dea!»
2. ↑  per trovargli un paragone bisogna andare avanti fino al all'epoca romana, quando l'imperatore Nerone fu proclamato Periodonikes, per aver vinto numerose gare ai giochi panellenici.
3. ↑  Che per la prima volta in assoluto venne attaccata sul suo suolo della sua terra.
4. ↑  La guerra civile di Agatocle, iniziata nel 317 a.C. avrà veramente termine solo nel 304 a.C.
5. ↑  Dal 301 a.C. al 205 a.C. Vd. Campagne belliche di Agatocle in Italia e in Adriatico.
6. ↑  Dopo Krauxidas e prima di Ierone si registrano solamente altre 5 vittorie nella disciplina della corsa a cavallo: Callia I di Atene (564 a.C.); Pheidolas di Corinto (512 a.C.), altro cavaliere di Corinto del quale si conosce solo il nome del cavallo (508 a.C.), Empedocle di Akragas (496 a.C.) e Krokon d'Eretria (492 a.C.).
7. ↑  Pindaro compose per Ierone I 4 odi diverse: la prima fu per la sua vittoria olimpica - Olimpica I: Per Ierone di Siracusa vincitore nella gara del corsiero -, mentre la seconda, la terza e la quarta furono per le sue vittorie pitiche - Pitica I: Per Gerone di Etna vincitore nella corsa dei carri; Pitica II: Per Gerone di Siracusa vincitore con il carro; Pitica III: Per Gerone di Siracusa vincitore con il corsiero.
8. ↑  Bacchialide dedica a Ierone I il suo Epinicio V; composto a seguito della vittoria olimpica del Siracusano nel 476 a.C; l’Epinicio IV per celebrare la vittoria olimpica del 470 a.C. e infine l’Epinicio III per la sua ultima vittoria olimpica nel 468 a.C.
9. ↑  Ma vi è anche chi non esclude che entrambe le testimonianze - Temistocle dapprima adirato con Ierone e Temistocle amico di Ierone - siano vere e non necessariamente entrino in contraddizione tra esse: effettivamente l'eroe di Salamina giunto da Ierone era ormai stato esiliato da Atene e quindi poteva essere divenuto estraneo al sentimento anti-persiano e anti-siracusano che permeava la sua patria a quei tempi. Cfr.  Stesimbroto di Taso e la phyghé di Temistocle, su academia.edu. URL consultato il 5 gennaio 2018., pp. 56-57.
10. ↑  Il traduttore pone Marte, che è l'equivalente di Ares: il dio della guerra dei Greci. Pindaro definisce Siracusa come il suo santuario (o tempio o sacro terreno) non perché la bellicosa divinità avesse un sentito culto nella polis, ma perché ai tempi di Ierone la città aveva spiegato le sue truppe su più fronti: interno ed esterno. Affrontando svariate guerre e dando l'impressione di essere in un perenne stato di guerra.
11. ↑  Anassila aveva intrapreso una politica espansionistica nei confronti della Sicilia. Si era già impadronito di Messina, tramite l'aiuto esterno greco, e tessendo nuovamente una sottile trama diplomatica si era insinuato presso Imera. Fu egli che nel 480 a.C. chiamò i Cartaginesi in Sicilia e li fece scontrare, per la prima volta in assoluto, con i Siracusani, all'epoca comandati da Gelone. In seguito Anassila, sempre più accerchiato dai Dinomenidi, ebbe altri scontri anche con Ierone in Magna Grecia. Cfr. Musti, Introduzione alla storia greca, 2012.
12. ↑  Dalle fonti antiche risulta che Cimone vinse la sua seconda corsa con la quadriga, però non volle che la vittoria gli fosse riconosciuta, lasciando che il primo posto ufficiale andasse al tiranno ateniese Pisistrato.
13. ↑  Afferma Diodoro che Dionisio diede ai cittadini di Kaulon la cittadinanza siracusana e concesse loro l'esenszione dalle tasse per 5 anni. Diod. Sic. XIV 106. Cfr. Caulonia tra Crotone e Locri: atti del convegno internazionale, Firenze, 30 maggio-1 giugno 2007, (a cura di), 2010, p 12.
14. ↑  Pitagora stabilì che i suoi atleti dovessero mangiare grossi quantitativi di carne: 
«Lo stesso Pitagora, il famoso matematico, è tra i più appassionati ricercatori di sistemi alimentari per esaltare oltre ogni limite umano le capacità dell'atleta. Gli atleti vincono, ma molti si ammalano, molti muoiono ed è Ippocrate a denunciare la connessione tra pratiche alimentari e morte.»
(Valori, Il diritto nello Sport, cap. V Il doping.)
Cfr. a tal proposito: Sport e giochi nell'antichità classica, 1988, p. 100; Versi Aurei, 2014, p. 214. Vd. anche  Pitagora, lo scienziato che inventò il doping, su marinoniola.it. URL consultato il 16 gennaio 2018 (archiviato dall'url originale il 23 settembre 2020)..
15. ↑  Siracusa difese dalle minacce dei Crotoniati i luoghi in cui avevano trovato rifugio i superstiti Sibariti: Laos e Scidro. Diod. Sic. XI, 48, 4-5.
16. ↑  Ierone mandò un ultimatum ad Anassilao di Reggio affinché questi la smettesse di minacciare la distruzione di Locri; pena la guerra contro di lui (Schol. Pind. Pyth. II 36). Nello stesso periodo si erano già riaccese le ostilità tra Locri e Crotone; quest'ultima infastidita dal protettorato dei Dinomenidi sull'antica rivale (De Sensi Sestito, La Calabria in età arcaica e classica, p. 62).
17. ↑  Ciò avverrà una prima volta sotto il comando di Dionisio I (nel 386 a.C. circa) e una seconda volta sotto il comando di Agatocle (scontro con i Bruzi e presa di Crotone); con lui, nel suo tempo, in un clima molto più teso e bellico di questo.
18. ↑  Si consideri che da lì a breve la stessa Atene inizierà a provare gelosia verso Siracusa, sentendosi da essa minacciata in quanto le due erano “simili per modi e affini” (come aveva colto Tucidide); e lo sbocco finale di ciò sarà la tentata conquista da parte ateniese durante la grande guerra del Peloponneso. Cfr. Storia del Mediterraneo nell'antichità, 2001, p. 98.
19. ↑  Su questo preciso punto si basano anche le tesi di coloro che vedono l'esilio di Astilo avvenuto solamente dopo il 480 a.C.; dopo cioè lo schieramento punico di Crotone. Cfr. Ettore Pais, Italia antica: ricerche di storia e di geografia storica, 1922, p. 84; Atti del V congresso internazionale di studi sulla Sicilia antica, 1984, p. 187.
20. ↑  Uno degli scopi di Conone era quello d'ingraziarsi la potenza siracusana facendo imparentare Dionisio con il re di Cipro e Salamina, Evagora I; suo grande alleato. L'ateniese propose infatti al tiranno la mano della sorella di Evagora. Tuttavia Dionisio non accettò questo matrimonio: il siracusano era salito al potere all'età di venticinque anni ed era subito rimasto vedovo: la moglie, la figlia di Ermocrate, era rimasta uccisa durante la guerra civile. Dionisio, passato qualche anno, si sposò nuovamente, celebrando stavolta doppie nozze: Aristomache di Siracusa e Doride di Locri Epizefiri furono le sue due compagne di vita. Cfr. Lis. XIX 20; Plut. Dion, 3. Eliano, V. H., XIII, 10.
21. ↑  L'accordo più importante che ottenne Conone da Dionisio fu di impegnare Siracusa a non intervenire a favore di Sparta nella guerra di Corinto. La polis siceliota aveva infatti già allestito le sue triremi per mandarle in aiuto degli Spartani. Cfr. Lis. XIX 20-21.
22. ↑  Il primo approccio, storico, tra la Persia e Siracusa risale ai tempi di Gelone, quando il Dinomenide inviò con Cadmo di Cos dell'oro a Serse (da farglielo recapitare solo in caso di vittoria persiana). In seguito fu Ermocrate, che durante la campagna siracusana nell'Egeo, incontrò il favore e il supporto della corte persiana di Ciro il Grande. Poi fu la volta di Dionisio I, che al lato della Persia partecipò alla pace del Re. E le antiche fonti documentano anche contatti tra Dionisio II di Siracusa e Artaserse II di Persia. Per approfondire vd: Vanotti, I rapporti tra la Persia e Siracusa (Sordi, In limine), da p. 59; Muccioli, Dionisio II e il Gran Re in Dionisio II: Storia e tradizione, da p. 228.
23. ↑  Già in passato, sotto Ierone I, nell'Egeo si vociferava che il Dinomenide siracusano ambisse alla sottomissione totale della Grecia. In realtà, sebbene i Siracusani siano stati indubbiamente presenti nel panorama egeo e asiatico, va sottolineato come le loro maggiori attenzioni furono indirizzate sempre al panorama occidentale. Sotto Dionisio ad esempio si ebbero le alleanze con i Galli Senoni e la colonizzazione dell'Adriatico; oltre alla ripresa delle ostilità con Cartagine.
24. ↑  Il ciclo della 158ª Olimpiade è anche quello dove Corinto viene distrutta per volere dei Romani (148 a.C.) e Cartagine viene totalmente rasa al suolo (146 a.C.) per ordine di Scipione Emiliano. In pratica scompaiono i protagonisti, nel bene e nel male, che animarono innumerevoli volte la vita di Syrakousai.

### Riferimenti
1. 1 2 3 4  Cfr.  Tutti gli agoni della Grecia antica, su storiedisport.it. URL consultato il 12 gennaio 2018 (archiviato dall'url originale il 30 aprile 2016)..
2. ↑  R. Vattuone, Sapienza d'occidente, 1991, pp. 241,257: 
«II profondo legame di Siracusa, della cultura di occidente, con la grande tregua dei giochi aggiunge senso e valore alle precedenti citazioni: Eracle, onorato a Corinto, in Siracusa, nel mondo greco che si riconosce nella ἐκεχειρία olimpica, protegge non soltanto le colonie, ma i Greci tutti dalla malattia della guerra intestina.»
3. ↑  Tucidide, V, 49. Vd. Gli stati intorno a Olimpia, 2004, p. 121.
4. ↑   Olimpiadi antiche, in Enciclopedia dello sport, Roma, Istituto dell'Enciclopedia Italiana, 2002-2005.
5. ↑  Pascale, Mei, 2003, p. 22.
6. ↑  Vd.  Sport e giochi in Grecia [collegamento interrotto], su oilproject.org. URL consultato il 12 gennaio 2018..
7. 1 2 3 4  Per le date cfr. Bañuls, Entre la creacion y la recreacion in Le rane:studi, Levante 2005, p. 162.
8. 1 2 3 4 5 6  Cfr. programma in  Le Olimpiadi antiche e moderne - Università Kore (PDF), su unikore.it. URL consultato il 12 gennaio 2018 (archiviato dall'url originale l'8 agosto 2021)..
9. ↑  Cfr. Paus., 5, 7, 3. Vd. Dougherty 1993, pp. 68-69 in Tucidide VI 3, 2: i Corinzi, Ortigia e Siracusa polyanthropos, p. 123. Cfr anche Teti, Storia dell'acqua: mondi materiali e universi simbolici, 2003, p. 49.
10. ↑  Trad. Ettore Romagnoli, 1927.
11. ↑  Cfr. Giuseppe Cordiano, La Ginnasiarchia Nelle Poleis Dell'occidente Mediterraneo Antico, 1997, p. 97.
12. 1 2  Cfr.  Botte da orbi alle Olimpiadi, su focus.it. URL consultato il 12 gennaio 2018 (archiviato dall'url originale il 15 maggio 2017)..
13. ↑  Cfr.  Pancrazio, su alboistruttori.com. URL consultato il 24 gennaio 2016 (archiviato dall'url originale il 16 marzo 2016)..
14. 1 2  Pausanias 5.8.8.
15. ↑  Sulle latomie vd.:  Le latomie di Siracusa [collegamento interrotto], su antoniorandazzo.it. URL consultato il 24 gennaio 2018..
16. 1 2  Trad. ita in  Ἱέρωνι Συρακοσίῳ κέλητι, su docplayer.gr. URL consultato il 4 gennaio 2018 (archiviato dall'url originale l'8 agosto 2021)..
17. ↑  Cavalli e cavalieri, p. 28.
18. ↑  L'antico nome dell'oracolo di Delfi: anche qui Ierone vinse. Bacchilide celebra due vittorie: l'olimpica e la pitica.
19. ↑  Trad. ita in Massimo Giuseppetti, Bacchilide. Odi e frammenti, 2015, p. 183.
20. ↑  Cit. Roberta Sevieri, Epinici,  2007, p. 159.
21. ↑  Cfr. anche Quaderni urbinati di cultura classica, Volumi 76-78;Volumi 105-107, 2004, p. 78.
22. ↑  Trad. ita in Giuseppe Zanetto, Entra di buon mattino nei porti: un viaggio all'origine della nostra storia, 2012, cap. IV.
23. 1 2 3  Theophr. ap. Plut. Them. 25, 1 = fr. 126 Wimmer. Cfr. Coppola in La Sicilia dei due Dionisî, 2002, p. 384.
24. ↑  Ael. var. hist. 9, 5.
25. ↑  Erodoto, VII, 153-167.
26. ↑  La notizia proviene da Stesimbroto di Taso, riferita ancora da Plutarco nella vita di Temistocle: Plut.,Them. 24, 7 = Stesimbr.,FGrHist 107/1002 F3.
27. 1 2  Vd. Vanotti  Stesimbroto di Taso e la phyghé di Temistocle, su academia.edu. URL consultato il 5 gennaio 2018., pp. 54-57.
28. ↑  Cfr. Coppola, La Sicilia dei due Dionisî, 2002, p. 385, la quale ritiene che la tradizione di uno scontro olimpico tra Ierone e Temistocle possa essere frutto della propaganda anti-dionisiana.
29. ↑  Trad. ita in Pindaro, le iodi e i frammenti di Ettore Romagnoli, Foundations of Western Civilization Preservation Project, Columbia University Library, Firenze, 1921.
30. ↑  Bacchilide, V, vv. 61-62. Cfr. Bacchilide. Odi e frammenti, pp. 150-153; La gratitudine degli dei, pp. 247-248.
31. ↑  La gratitudine degli dei, p. 247.
32. ↑  Cfr. La gratitudine degli dei, p. 241. V. anche  I tripodi dei Dinomenidi e la decima dei Siracusani, su academia.edu. URL consultato l'8 gennaio 2018..
33. ↑  Cfr. Archivio storico siciliano, 1914, p. 167; La Parola del Passato: rivista di studi antichi, 1994, p. 183; Delfi: Il centro del mondo antico, 2017, sez. 2.
34. ↑  Mentre i Greci dell'Ellade, capitanati da Atene e Sparta, combattevano la battaglia di Salamina, in quello stesso giorno, in Sicilia, Siracusa e Agrigento, capitanati dai Dinomenidi, respingevano i Cartaginesi nella battaglia dell'Imera.
35. ↑  Pausania, VI, 12, 1.
36. ↑  Cit. Domenico Musti, Olympia: storia del santuario, 1963, p. 92.
37. ↑   L’eterno fuoco di Olimpia, su archeologiaviva.it. URL consultato il 9 gennaio 2018..
38. ↑  Cfr al riguardo Enzo Mandruzzato, Pindaro. Tutte le opere e i frammenti; Friedrich Nietzsche, Il servizio divino dei greci.
39. ↑  Cfr. Lorenzo Braccesi, Hesperìa: studi sulla grecità di occidente, Volume 14, pp. 111, 121-122.
40. ↑  Trad. ita in Odi di Pindaro (Romagnoli) I.djvu/164
41. ↑  Trad. ita Luigi Lehnus in Due esempi di gare curiose, Università degli studi di Palermo (pdf).
42. ↑  Pausania V 9, 2.
43. ↑  Due esempi di gare curiose, Università degli studi di Palermo (pdf).
44. ↑  Citazione dall'articolo:  Olimpiadi, il primo oriundo? Astylos, 2.500 anni fa..., su gazzetta.it. URL consultato il 15 gennaio 2018.
45. ↑  Cfr. Luraghi, Tirannidi arcaiche in Sicilia e Magna Grecia: da Panezio di Leontini alla caduta dei Dinomenidi, p. 1994, pp. 294-295.
46. ↑  Vinse due volte con Crotone e cinque volte con Siracusa.
47. ↑  Pausania, VI, 13, 1.
48. ↑  Giustino, XX 2, 10.
49. ↑  Vd. La fine di Sibari: parte I Archiviato il 15 maggio 2018 in Internet Archive. e II Archiviato il 17 maggio 2018 in Internet Archive..
50. ↑  Cfr. Domenico Musti, Introduzione alla storia greca, 2012, cap. 5.
51. ↑  I pitagorici mostrarono una chiara avversione nei confronti dei tiranni di Siracusa; già da Ierone, ma in special modo nei confronti di Dionisio I. Cfr. Coppola, Archaiologhía e propaganda: i Greci, Roma e l'Italia, p. 89.
52. ↑  Così riporta Timeo di Tauromenio, il quale informa, inoltre, che la stessa identica accusa era stata mossa anche a Sibari (prima della sua distruzione). Cfr.  ATHEN., Deipn., XII, 22, p. 522 C.
53. ↑  Cfr. Cantarella, Miraglia, L’importante è vincere: Da Olimpia a Rio de Janeiro, 2016, cap. 4. Cfr. anche  L’importante è vincere, per Astilo anche di più, su indiscreto.info. URL consultato il 16 gennaio 2018 (archiviato dall'url originale il 9 luglio 2017)..
54. ↑  Cfr. Pascale, Mei, 2003, p. 264.
55. ↑  Al riguardo vi è chi sostiene che Astilo lasciò Crotone in quanto pitagorico. Cfr. Bernardini, Lo Sport in Grecia', 1988, p. 69.
56. ↑  Così si sostiene in: Luraghi, Tirannidi arcaiche in Sicilia e Magna Grecia: da Panezio di Leontini alla caduta dei Dinomenidi, p. 1994, p. 294.
57. ↑  Il cui tiranno, Anassila, diede i propri figli in ostaggio ad Amilcare I per dimostrargli la sua lealtà e convincere la potente polis africana a venire in armi contro Siracusa e Agrigento. Cfr. Barbero, Storia d'Europa e del Mediterraneo, vol. 3, 2008, p. 251.
58. ↑  Per l'ostilità degli Elleni nei confronti di Crotone a causa del suo scontro con Siracusa: Cfr.  Le città della Magna Grecia e i loro Campioni - Il caso di Sibari e Crotone, 2004, p. 145.
59. ↑  Pausania sostiene che Astilo si disse Siracusano perché voleva compiacere Ierone; il Dinomenide. Ma al suo tempo non vi era Ierone sul trono di Siracusa; per cui le cose sono due: o Pausania (VI 13, 1) ha confuso Gelone I con Ierone I, o Astilo, benestante, era già in buoni rapporti con il fratello della prima casata reale siracusana.
60. ↑  I sostenitori di questa tesi aggiungono che anche un altro atleta crotoniate, Faillo di Crotone, si fece mutare il nome in Siracusano (diventando il navarca Fallio di Siracusa); dopo il celebre evento della trireme armata a sue spese per andare in guerra contro i Persiani. La sua patria non avrebbe partecipato all'impresa perché filo-punica. Cfr. Da Sibari a Thurii: La fine di un impero, 2015, pp. 71-72; Miscellanea greca e romana, vol. 20, 1996, p. 19.
61. 1 2  Vd. Crotone: storia, cultura, economia, 1992, pp. 46-47; Guida della Grecia: L'Elide e Olimpia, 1999, p. 263; Tirannidi arcaiche in Sicilia e Magna Grecia, 1994, pp. 293-294.
62. ↑  Epigrafe rinvenuta al Teatro di Dioniso ad Atene e conservata presso il Museo epigrafico della stessa città- Testo in: TOD, A Selection of Greek Historical Inscriptions, II, nr. 108.
63. ↑  Per l'intricata situazione di questo periodo tra Siracusani, Ateniesi, Spartani, Corinzi e Persiani vd.: Vanotti in Hesperia 7, Alceta, Siracusa, Atene (da p. 77); Meloni, Il contributo di Dionisio il Vecchio alle operazioni di Antalcida del 387 a.C. «RAL», 4, 1949, 190-203.
64. ↑  Diod. Sic. XIV, 107-109. Secondo Eforo di Cuma ciò invece accadde nel 386-385 a.C.. Per l'affidabilità di Timeo cfr.: Athenaeum, vol. 58, 1980, p. 7.
65. ↑  Lisia, XXXIII, 7.
66. ↑  Tra le altre cose Tearide fu il primo marito di Arete e navarco dell'esercito siracusano.
67. ↑  Cfr. Marasco, I Viaggi nella Grecia antica, 1978, p. 178. Sul Pritaneo come sede olimpica: Base, Hybris: L'origine, 2011, p. 67; Pescante, Mei, p. 98.
68. ↑  Riportato in Dionigi di Alicarnasso, Lys. 29-30. Trad. ita in Manfredi, p. 74:  Dionisio I, la Grecia e la Persia (PDF), su academia.edu. URL consultato il 21 gennaio 2018.
69. ↑  Dionigi di Alicarnasso, Lys. 29-30. Cfr. Erga-Logoi. Vol. 4, No. 1, 2016, pp. 77-84; I discorsi per le feste e per i giochi: Ars Rhet. I e VII Us.-Rad, 2005, p. 47.
70. ↑   Il tiranno e le Olimpiadi, ovvero come la politica è sempre entrata nei giochi, su archeostorie.it. URL consultato il 27 gennaio 2018 (archiviato dall'url originale il 28 gennaio 2018).
71. ↑  Diod. Sic. XIV, 109, 3.
72. 1 2 3  Diod. Sic. XIV, 109, 1-6.
73. ↑  Arist. Plut. 550.
74. ↑  Isoc. Pan. 125, 169.
75. ↑  FGrHist 70 F211.
76. ↑  Isoc. Epist. I, 4. Cfr. Bearzot, 1981; Franco, 1993;  Dionisio I, la Grecia e la Persia (PDF), su academia.edu. URL consultato il 21 gennaio 2018..
77. ↑  Isoc. Epist. I, 7. Cfr. Bonacasa, Braccesi, De Miro, La Sicilia dei due Dionisî, 2002, p. 542.
78. ↑  I.G. II2 103, 18-33. Tod 1948, p. 108.
79. ↑  I.G. II2 105, 7-12. Tod 1948, p. 108.
80. 1 2 3   Le città della Magna Grecia e i loro Campioni, su academia.edu. URL consultato il 24 gennaio 2018.
81. 1 2 3   Le gare, i vincitori e i record di Olympia (PDF), su gazzetta.it. URL consultato il 24 gennaio 2018.
82. 1 2 3   Elenchi degli olimpionici (PDF), su sportolimpico.it. URL consultato il 24 gennaio 2018.
83. ↑  Trad. ita in Savarese, Teatri romani: Gli spettacoli nell’antica Roma, 2015, p. 146.
84. ↑  Cit. proveniente da:  I giochi panellenici di Olimpia - Editoriale Agorà (PDF), su editorialeagora.it. URL consultato il 12 gennaio 2018 (archiviato dall'url originale il 7 dicembre 2006)..
85. ↑  Cit.  Quando la Fiaccola Olimpica viaggiò a bordo della Amerigo Vespucci, su difesa.it. URL consultato il 12 gennaio 2018..
86. ↑   Da Atene a Siracusa, su leolimpiadiditalia.it. URL consultato il 12 gennaio 2018 (archiviato dall'url originale il 4 aprile 2018).
87. ↑   Il viaggio della fiaccola olimpica, su roma1960.it. URL consultato il 12 gennaio 2018 (archiviato dall'url originale il 20 agosto 2017).
88. ↑   Il viaggio della Fiamma Olimpica, su it.eurosport.com. URL consultato il 12 gennaio 2018.